# 6. Oktober
Der 6. Oktober ist der 279. Tag des gregorianischen Kalenders (der 280. in Schaltjahren), somit bleiben 86 Tage bis zum Jahresende.

## Ereignisse

### Politik und Weltgeschehen
- 539 v. Chr.: Die Einnahme Babylons durch das Heer des achämenidischen Königs Kyros II. und die Gefangennahme Königs Nabonid beenden sowohl das Neubabylonische Reich als auch die politische Selbständigkeit Babyloniens.

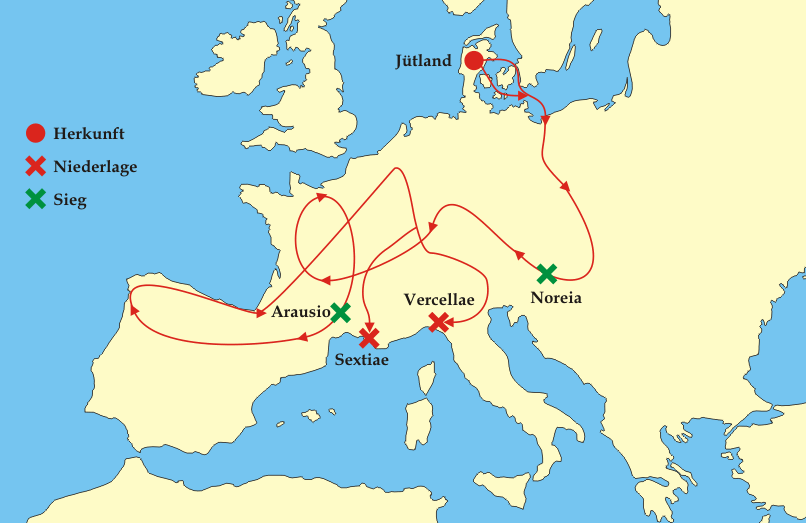
105 v. Chr.: Wanderzüge der Kimbern und Teutonen

- 105 v. Chr.: In der Schlacht bei Arausio schlagen Kimbern und Teutonen die Römer vernichtend.
- 1434: Der verbannte Cosimo de’ Medici kehrt nach Verbannung seines Rivalen Rinaldo degli Albizzi nach Florenz zurück. Er sichert den Medici den Beginn einer drei Jahrhunderte währenden Herrschaft in der Stadt am Arno.
- 1656: Mit dem Abzug der von Zar Alexei I. befehligten russischen Armee endet die Belagerung von Riga im Russisch-Schwedischen Krieg von 1656–1658.
- 1683: Die erste geschlossene Gruppe von Deutschen, die „Original 13“, erreicht unter der Führung von Franz Daniel Pastorius Nordamerika und gründet die Stadt Germantown.
- 1762: Britische Truppen nehmen im Siebenjährigen Krieg Manila, die Hauptstadt der spanisch regierten Philippinen, ein.
- 1789: Der am Vortag aufgebrochene Zug der Poissarden stürmt das Schloss Versailles und erzwingt die Rückkehr König Ludwigs XVI. und seiner Familie nach Paris.
- 1826: Der Vertrag von Akkerman, dem heutigen Bilhorod-Dnistrowskyj, zwischen Russland und dem Osmanischen Reich zwingt die Hohe Pforte, die Verhältnisse in Serbien und den Donaufürstentümern im russischen Sinne zu regeln.
- 1846: Das Auswechseln des liberalen Ministerpräsidenten Pedro de Sousa Holstein, Herzog von Palmela, gegen den Konservativen João Carlos de Saldanha Oliveira e Daun, Herzog von Saldanha, in Portugal durch die Königin Maria II. lässt den Aufstand von Maria da Fonte wieder aufflammen und in einen Bürgerkrieg münden.
- 1848: Der Wiener Oktoberaufstand 1848 bricht los, als Truppenteile meutern, weil sie nicht gegen das aufständische Ungarn ziehen wollen. Bei der Erstürmung des Kriegsministeriums wird Kriegsminister Graf Theodor Baillet de Latour gelyncht.

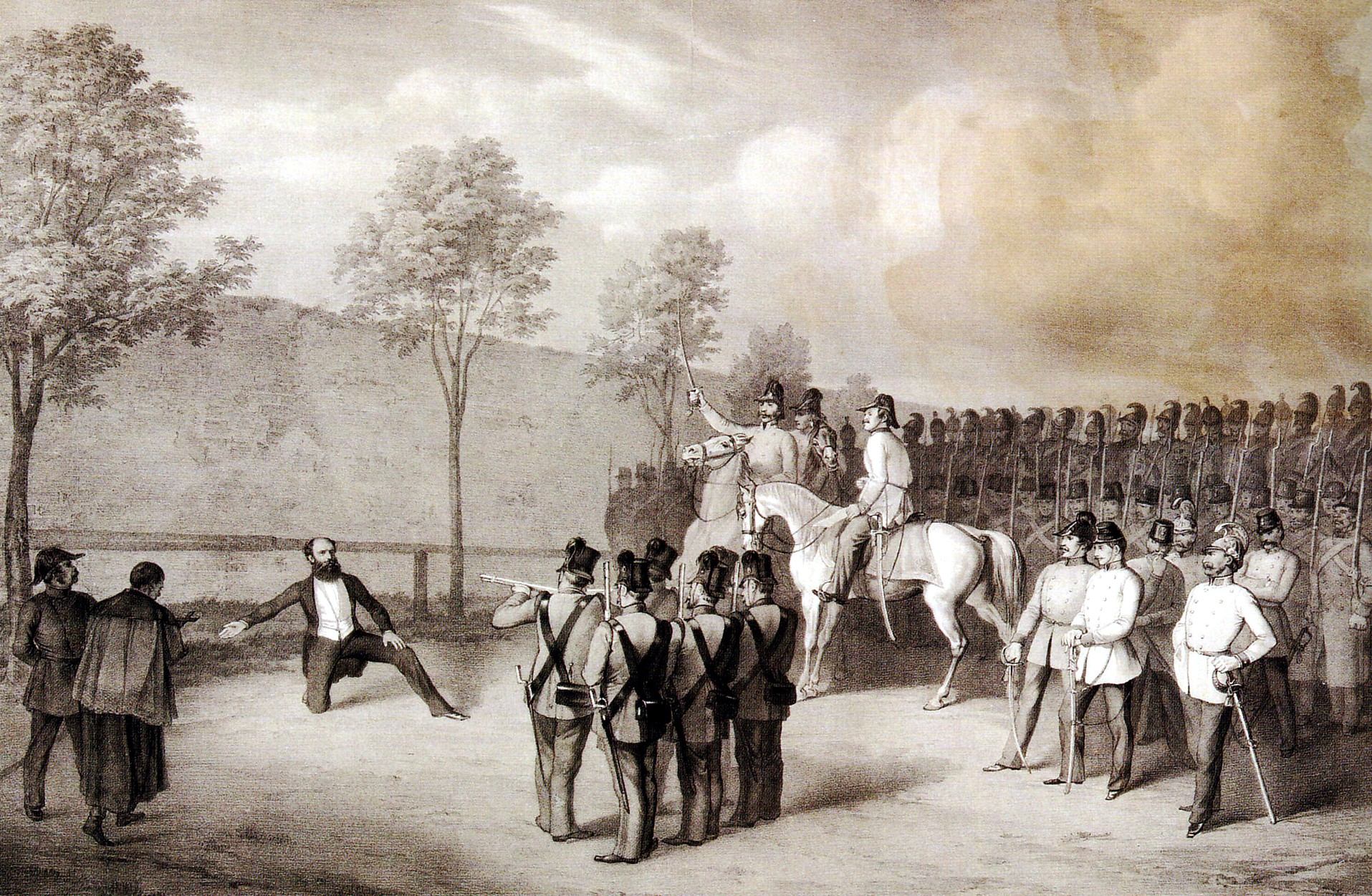
1849: Hinrichtung des Grafen Batthyány

- 1849: Auf Betreiben des Grafen Haynau wird Lajos Batthyány, im Zuge der Revolution von 1848/49 erster ungarischer Ministerpräsident, in Pest hingerichtet. Am selben Tag werden 13 ungarische Generäle, die den Aufstand gegen Österreich anführten, in der Stadt Arad exekutiert.
- 1860: Peking wird von britischen und französischen Truppen während des Zweiten Opiumkrieges erobert. In den folgenden Tagen werden der Alte und der Neue Sommerpalast systematisch geplündert und zerstört.
- 1870: Ein königliches Dekret von Viktor Emanuel II. proklamiert die Vereinigung des Kirchenstaats mit dem Königreich Italien. Das Risorgimento endet mit diesem Zusammenschluss, doch die Römische Frage schwelt weiter.
- 1891: Durch den Tod König Karls wird Wilhelm II. neuer Regent im Königreich Württemberg.
- 1938: Die Regierung Polens verfügt, dass alle Pässe von im Ausland lebenden Polen ungültig werden, sofern sie nicht einen „Prüfvermerk“ enthalten.

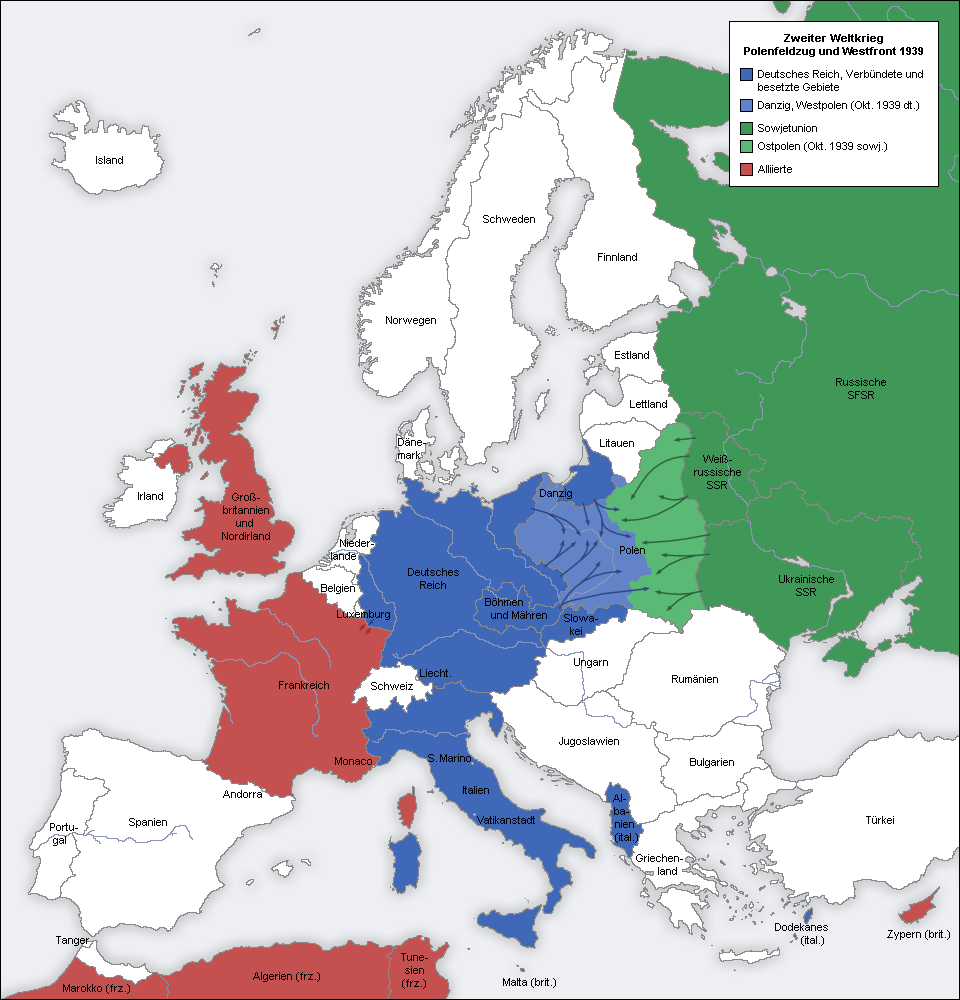
1939: Polen wird besetzt

- 1939: Im Zweiten Weltkrieg kapitulieren die letzten polnischen Truppen vor der Wehrmacht, womit der Überfall auf Polen des Deutschen Reiches gegen Polen endet.
- 1945: Die britische Besatzungsmacht verbietet dem von den Amerikanern eingesetzten Kölner Oberbürgermeister Konrad Adenauer jedwede parteipolitische Aktivitäten.
- 1947: Die britische Armee beendet die Internierung der Exodus-Passagiere in der Nähe von Lübeck.
- 1956: In Budapest wird László Rajk, der in der Stalinistischen Periode unter Rákosi nach einem Schauprozess hingerichtet worden war, feierlich umgebettet. An der Bestattung beteiligen sich über 100.000 Menschen.
- 1973: Am Tag des jüdischen Versöhnungsfestes Jom Kippur greifen Ägypten und Syrien auf den Golanhöhen und am Suezkanal die israelische Front an und eröffnen damit den Jom-Kippur-Krieg.
- 1976: Der chinesische Staatschef Hua Guofeng lässt die „Viererbande“ verhaften und läutet damit das Ende der Kulturrevolution in der Volksrepublik China ein.
- 1976: In Thailand werden beim Massaker an der Thammasat-Universität wenigstens 46 Studenten und Demokratieaktivisten getötet. Anschließend übernimmt eine Militärjunta die Macht.
- 1981: In Kairo wird Ägyptens Staatschef Anwar as-Sadat während einer Parade von Mitgliedern der islamistischen Gruppe Al-Dschihad ermordet. Die Macht übernimmt der bisherige Vizepräsident Husni Mubarak.
- 1981: Am Flughafen Frankfurt Main räumt die Polizei das Hüttenlager der Gegner der Startbahn West.
- 1985: Bei den Parlamentswahlen in Portugal wird die konservative Partido Social Democrata stärkste Partei, erringt aber keine eigene Mehrheit.
- 1989: Am Vorabend des 40. Jahrestages der DDR findet in Berlin ein großer Fackelumzug der FDJ statt.

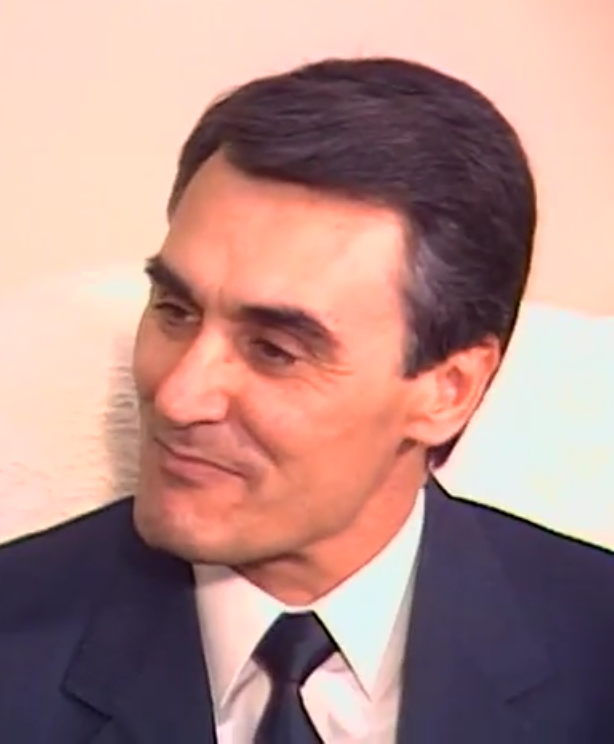
1991: Aníbal Cavaco Silva

- 1991: Die Parlamentswahlen in Portugal gewinnt neuerlich die Partido Social Democrata unter Aníbal Cavaco Silva.
- 1993: Nachdem bekannt geworden ist, dass das Bundesgesundheitsamt (BGA) insgesamt 373 Meldungen über HIV-verseuchte Blutkonserven in den vergangenen Jahren verschwiegen hat, entlässt Bundesgesundheitsminister Horst Seehofer den Präsidenten des BGA Dieter Großklaus und den im Gesundheitsministerium zuständigen Abteilungsleiter Manfred Steinbach als Hauptverantwortliche in den Ruhestand.
- 1998: Nachdem der rechtsextreme französische Politiker Jean-Marie Le Pen die Gaskammern im Deutschen Reich 1933 bis 1945 als „Detail der Geschichte“ bezeichnet hat, hebt das Europaparlament seine Immunität auf, damit die Münchner Staatsanwaltschaft gegen ihn wegen Volksverhetzung ermitteln kann.

### Wirtschaft
- 1790: Jacob Schweppe stellt in London sein Sodawasser, das spätere Getränk Schweppes, vor. Sein schon 1783 in Genf gefundenes Abfüllverfahren wendet er nun in der britischen Hauptstadt in einer mit Partnern gegründeten Fabrik an.
- 1875: Aufgrund der hohen Verschuldung gibt Sultan Abd ül-Asis den Bankrott des Osmanischen Reiches bekannt.
- 1945: Die erste Ausgabe der Süddeutschen Zeitung erscheint.
- 1959: Auf Teneriffa wird die spätere spanische Fluggesellschaft Spantax unter der Firma Spain Air Taxi gegründet.
- 2010: Der Onlinedienst Instagram erscheint erstmals als Mobile App. Zwei Jahre später, im November 2012, wird er zusätzlich als eigenständige Website gestartet.

### Wissenschaft und Technik
- 1582: Durch den Beginn der Gregorianischen Zeitrechnung gibt es diesen Tag in den katholischen Ländern Europas nicht.
- 1808: Die Walfänger James Lindsay und Thomas Hopper tragen in ihren Schiffskarten Daten über die jahrelang angezweifelte Existenz der Bouvetinsel im Südpolarmeer ein.

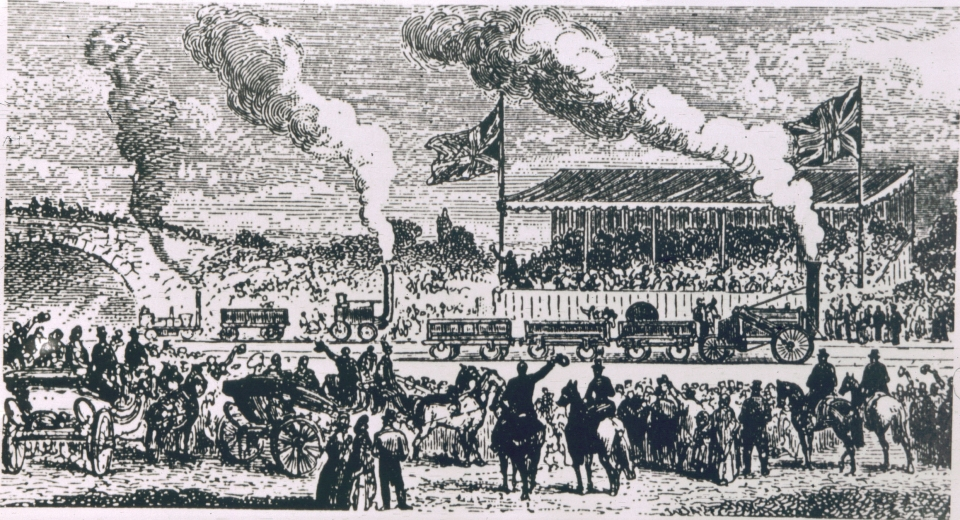
1829: Nachträgliche Darstellung der Rainhill Trials

- 1829: Das Rennen von Rainhill beginnt, in dem die bestgeeignete Lokomotive für die geplante Strecke zwischen Liverpool und Manchester ermittelt werden soll.
- 1904: In Danzig erfolgt die offizielle Gründung der Technischen Hochschule Danzig.
- 1961: Der Chirurg Heinz-Joachim Sykosch implantiert den ersten Herzschrittmacher in Deutschland.
- 1990: Die Raumsonde Ulysses, ein Gemeinschaftsprojekt der ESA und NASA, wird gestartet.
- 1996: Mit Veröffentlichung der von Friedrich Denk initiierten Frankfurter Erklärung beginnt die Auseinandersetzung um die Rechtschreibreform.

### Kultur

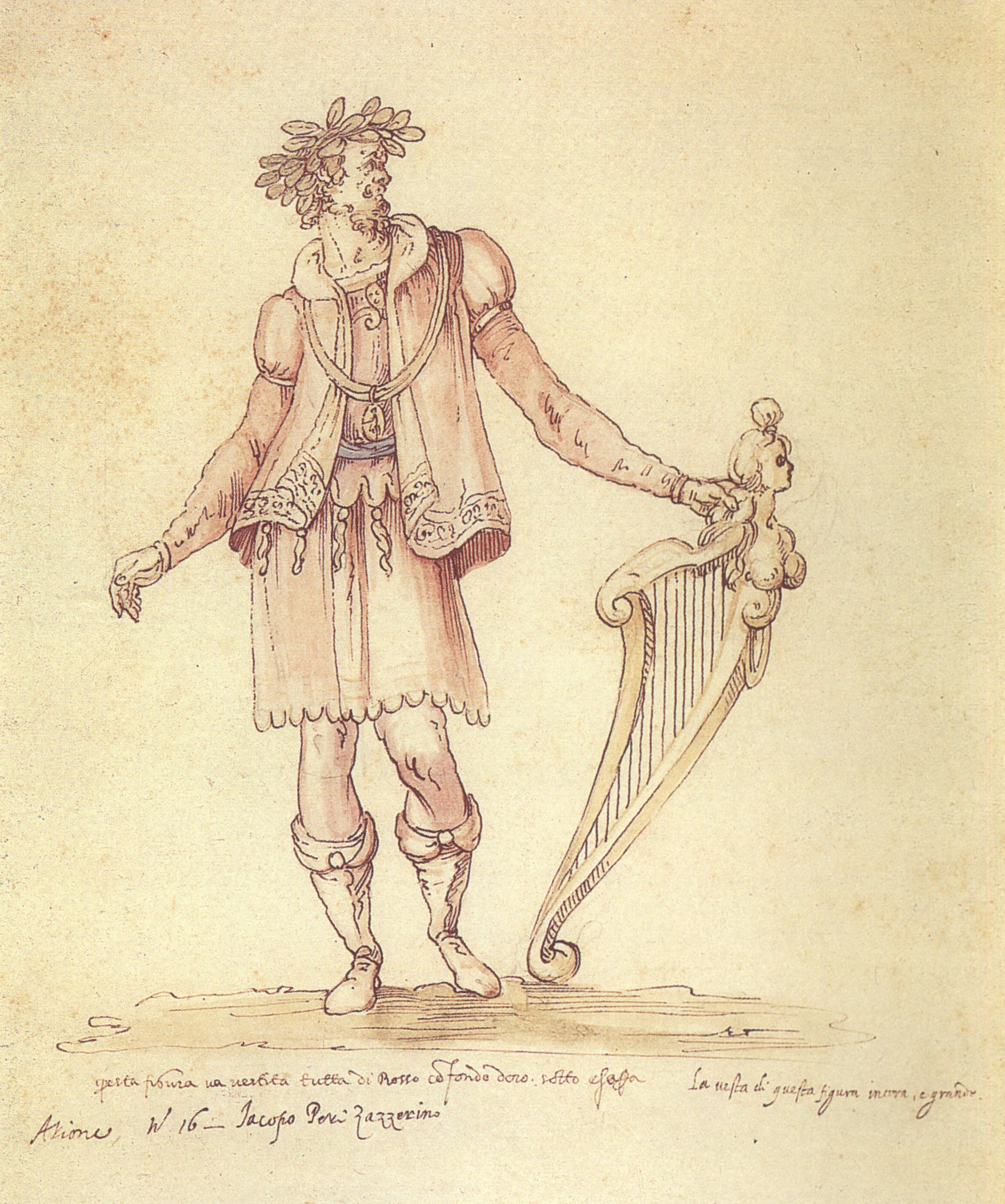
1600: Jacopo Peri

- 1600: Bei der Hochzeit Heinrichs IV. von Frankreich mit der Prinzessin Maria de’ Medici wird im Palazzo Pitti die „Favola in Musica“ L'Euridice favola drammatica von Jacopo Peri als erste erhalten gebliebene Oper der Musikgeschichte uraufgeführt.
- 1669: Die Balletkomödie Monsieur de Pourceaugnac von Molière mit Musik von Jean-Baptiste Lully wird mit der Choreographie von Pierre Beauchamp im Schloss Chambord vor König Ludwig XIV. und seinem Hofstaat uraufgeführt.
- 1782: Die Uraufführung der musikalischen Komödie La ballerina amante von Domenico Cimarosa findet am Teatro dei Fiorentini in Neapel statt.
- 1860: Felice Beato, fotografiert nach der Einnahme Pekings im Zweiten Opiumkrieg durch die Briten und Franzosen bis zum 18. Oktober den Alten und den Neuen Sommerpalast und dokumentiert damit vor der Zerstörung beider Bauwerke deren Kulturschätze für die Nachwelt.
- 1868: Im Pariser Théâtre des Variétés wird Jacques Offenbachs Operette La Périchole mit dem Libretto von Henri Meilhac und Ludovic Halévy uraufgeführt. Offenbachs Lieblingssängerin Hortense Schneider brilliert dabei in der Titelrolle.

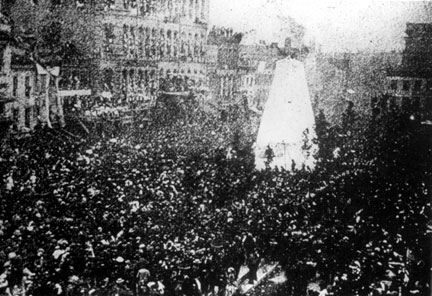
1871: Einweihung des Brunnens

- 1871: Der Tyler Davidson Fountain in Cincinnati im US-Bundesstaat Ohio wird vor rund 20.000 Menschen enthüllt. Der Stifter Henry Probasco möchte damit seinem Geschäftspartner Tyler Davidson ein Denkmal setzen und gleichzeitig den Alkoholismus in seiner Stadt eindämmen. Der Brunnen wird zum Wahrzeichen Cincinnatis und der meistbesuchte Brunnen der USA.
- 1889: Im Pariser Stadtviertel Montmartre im 18. Arrondissement wird das von Joseph Oller erbaute Vergnügungslokal Moulin Rouge eröffnet, das sich zum berühmtesten Varietétheater der Welt entwickeln wird.
- 1902: Die Uraufführung der Oper Das war ich! von Leo Blech findet an der Dresdner Hofoper statt. Das Libretto stammt von Richard Batka unter Verwendung des gleichnamigen Schauspiels von Johann Hutt.
- 1917: Am Theater am Nollendorfplatz in Berlin wird die Operette Drei alte Schachteln von Walter Kollo mit dem Libretto von Herman Haller uraufgeführt. Die Liedtexte stammen von Rideamus alias Fritz Oliven.
- 1919: Die Uraufführung der Operette Apple Blossoms von Fritz Kreisler findet am Globe Theatre in New York City statt.
- 1927: In New York wird mit dem von Warner Bros. produzierte Spielfilm The Jazz Singer der erste abendfüllende Tonfilm der Geschichte uraufgeführt.
- 1945: Im Ausweichquartier der Wiener Staatsoper im Theater an der Wien findet mit Ludwig van Beethovens Fidelio erstmals nach dem Krieg eine Opernaufführung in Wien statt.
- 1986: Mit hr4 geht das vierte Hörfunkprogramm des Hessischen Rundfunks auf Sendung.

### Gesellschaft

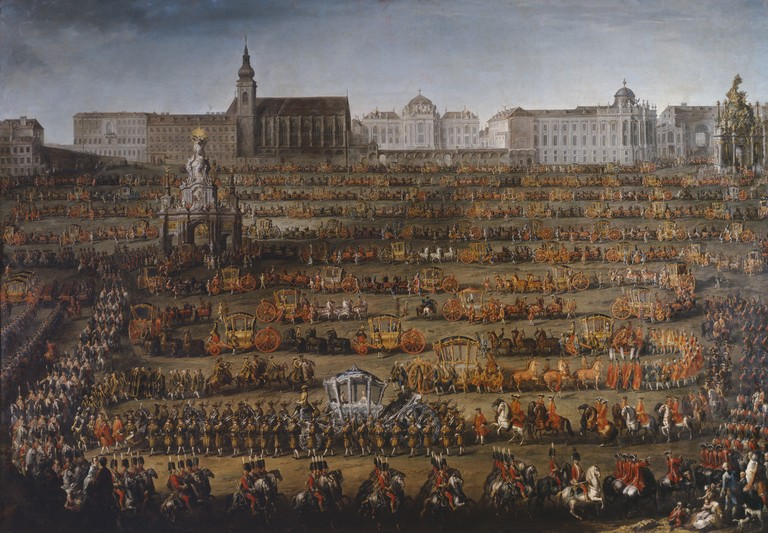
1760: Der feierliche Einzug von Isabella von Parma in Wien

- 1760: Der spätere Kaiser Joseph II. heiratet in Wien die spanische Prinzessin Isabella von Bourbon-Parma.
- 1903: Als Vereinsverband der akademisch gebildeten Lehrer Deutschlands wird der Deutsche Philologenverband gegründet.
- 1967: Mit der Veranstaltung Death of a Hippie, mit der die Hippie-Bewegung symbolisch zu Grabe getragen wird, endet der Summer of Love in San Francisco.
- 1991: Die Schauspielerin Elizabeth Taylor heiratet den Bauarbeiter Larry Fortensky, den sie bei einer Entzugstherapie kennengelernt hat. Von ihrem siebten Ehemann wird sie sich fünf Jahre später trennen.
- 2007: Der Brite Jason Lewis schließt in Greenwich als erster Mensch eine Weltumrundung nur mit Muskelkraft, einschließlich Überquerung des Äquators, ab. Er war über 13 Jahre auf der zurückgelegten Strecke von etwa 74.842 Kilometern unterwegs.
- 2012: Paolo Gabriele, früherer Kammerdiener von Papst Benedikt XVI., wird im Rahmen der Vatileaks-Affäre zu 18 Monaten Gefängnis verurteilt.

### Religion
- 0891: Formosus wird zum Papst gewählt.

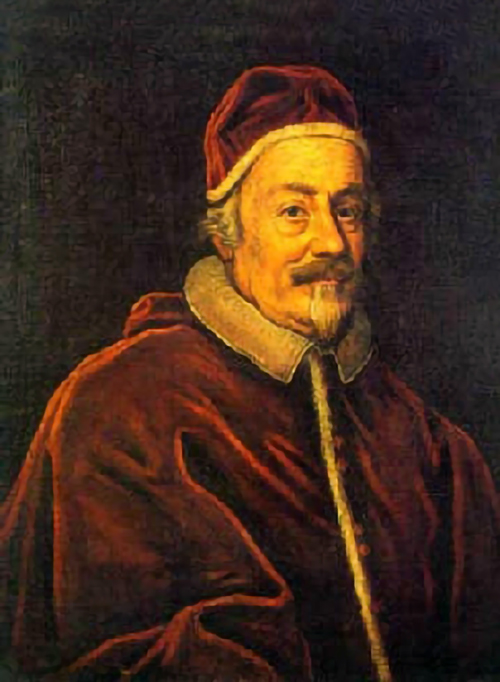
1689: Alexander VIII.

- 1689: Kardinal Pietro Ottoboni wird zum Papst gewählt und nimmt den Namen Alexander VIII. an.
- 2002: Josemaría Escrivá, der Gründer des Opus Dei wird von Papst Johannes Paul II. heiliggesprochen.

### Katastrophen
- 1948: Bei einem Erdbeben der Stärke 7,3 in Aschgabat, Turkmenistan, sterben ca. 110.000 Menschen.
- 1986: K-219, ein U-Boot der sowjetischen Yankee-I-Klasse (sowjetischer Name: Projekt 667A oder Navaga-Klasse) sinkt im Atlantischen Ozean, nachdem es wegen der Explosion einer seiner Raketen seit dem 3. Oktober an der Oberfläche getrieben hat. Der Großteil der Mannschaft kann gerettet werden.

Kleinere Unglücksfälle sind in den Unterartikeln von Katastrophe und in der Liste von Katastrophen aufgeführt.

### Sport

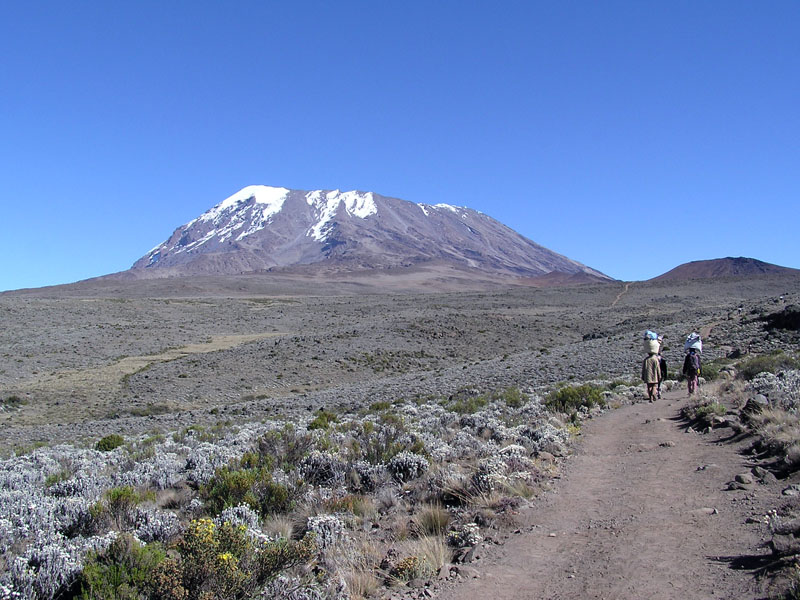
1889: Der Kibo

- 1889: Der deutsche Afrikaforscher Hans Meyer und der österreichische Alpinist Ludwig Purtscheller erreichen den Gipfel des Kibo, sie sind damit Erstbesteiger des Kilimandscharo.
- 1974: McLaren gewinnt beim Großen Preis der USA in Watkins Glen zum ersten Mal den Fahrer- und den Konstrukteurstitel in der Formel 1.
- 1999: Bei der Straßenrad-Weltmeisterschaft in Verona gewinnt Jan Ullrich den Titel im Einzelzeitfahren.

Einträge von Leichtathletik-Weltrekorden befinden sich unter der jeweiligen Disziplin unter Leichtathletik.

## Geboren

### Vor dem 18. Jahrhundert
- 0210 v. Chr.: Ptolemaios V. Epiphanes, ägyptischer Pharao
- 1289: Wenzel III., König von Böhmen und Ungarn
- 1459: Martin Behaim, Kartograf und Kosmograph
- 1491: François I. de Bourbon-Saint-Pol, Herzog von Estouteville, Pair von Frankreich
- 1510: John Caius, englischer Hofarzt, ermöglichte die erneute Gründung von Gonville Hall
- 1531: Valentin Thau, deutscher Mathematiker, Astronom und Jurist

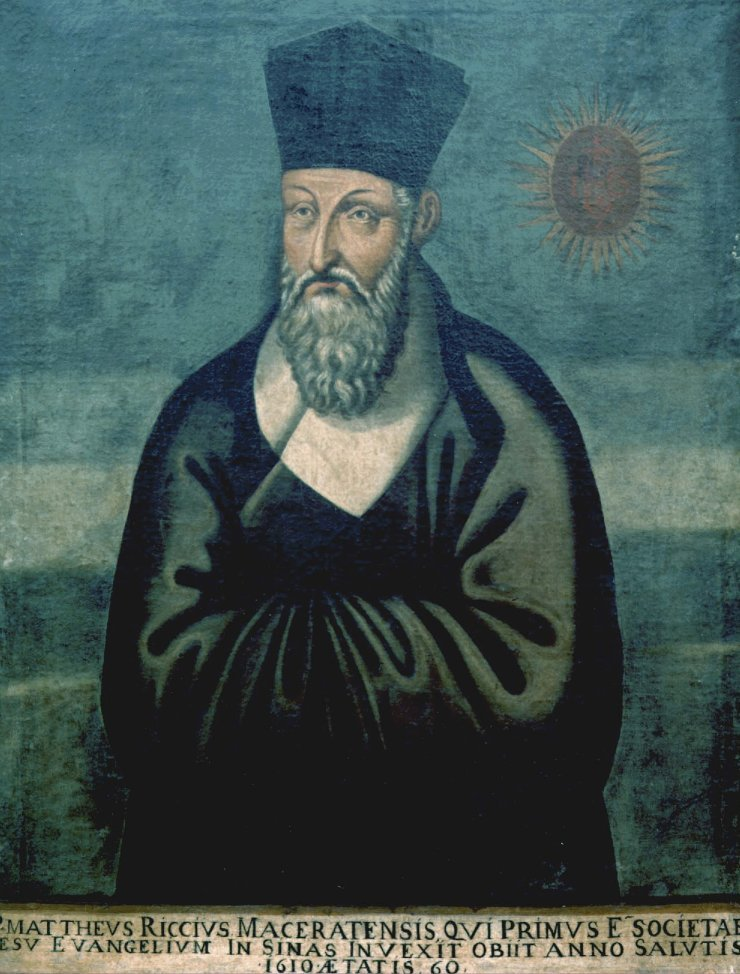
Matteo Ricci (* 1552)

- 1552: Matteo Ricci, italienischer Missionar und Priester in China
- 1565: Marie de Gournay, französische Schriftstellerin, Philosophin und Frauenrechtlerin
- 1573: Henry Wriothesley, 3. Earl of Southampton, englischer Adliger, Patron von William Shakespeare und Mit-Gründer der Kolonie Virginia
- 1576: Roger Manners, 5. Earl of Rutland, englischer Adliger und Patron der Künste
- 1577: Ferdinand von Bayern, Erzbischof von Köln, Bischof von Hildesheim, Lüttich und Münster
- 1593: Jobst Hermann, Graf von Schaumburg und Holstein-Pinneberg
- 1612: Claudia von Lothringen, Herzogin von Lothringen
- 1631: Emanuel, Fürst von Anhalt-Köthen
- 1634: Viktor I. Amadeus, Fürst von Anhalt-Bernburg
- 1644: Johann Zacharias Kneller, deutscher Maler
- 1648: Henriette Catharina von Gersdorff, deutsche religiöse Lyrikerin
- 1675: Diamante Maria Scarabelli, italienische Sopranistin
- 1677: Philipp Johann von Strahlenberg, schwedischer Offizier, Kartograph, Geograph und Sprachwissenschaftler
- 1682: Bruno Mauricio de Zabala, spanischer Militär und Kolonialverwalter, Gouverneure des Río de la Plata

### 18. Jahrhundert
- 1702: Philipp Ernst Lüders, deutscher evangelischer Probst, Landwirtschaftsreformer, Pädagoge und Agrarökonom
- 1716: Achaz Heinrich von Alvensleben, preußischer Generalmajor

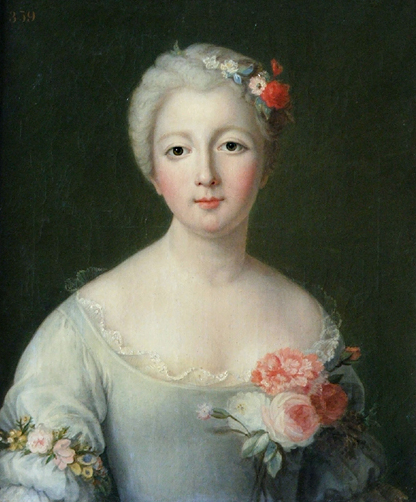
Maria Teresa Felicita d’Este (* 1726)

- 1726: Maria Teresa Felicita d’Este, Herzogin von Penthièvre
- 1727: Christian Jorhan der Ältere, bayerischer Bildhauer
- 1729: Joseph Anton Adolph, österreichisch-böhmischer Maler
- 1732: Joseph Leitgeb, österreichischer Hornist
- 1737: Fromet Mendelssohn, deutsche Haus- und Geschäftsfrau
- 1738: Maria Anna von Österreich, Tochter von Kaiser Franz I., Äbtissin im Prager Damenstift
- 1738: Charles-Joseph Mathon de La Cour, französischer Ökonom, Autor und Philanthrop
- 1744: James McGill, schottisch-kanadischer Kaufmann, Offizier und Philanthrop
- 1747: Jean-François Reubell, französischer Revolutionär, Mitglied des Direktoriums
- 1749: Johann Wilhelm Christoph von Ascheberg, preußischer Offizier und Beamter
- 1764: Friedrich Jacobs, deutscher Altphilologe
- 1767: Henri Christophe, haitianischer Offizier, Präsident und König von Nord-Haiti

Samuel C. Crafts (* 1768)

- 1768: Samuel C. Crafts, US-amerikanischer Politiker, Mitglied des Repräsentantenhauses, Gouverneur von Vermont, Senator
- 1768: Josef Madersperger, österreichischer Erfinder der Nähmaschine
- 1769: Isaac Brock, britischer General, kanadischer Nationalheld
- 1771: Jeremiah Morrow, US-amerikanischer Politiker, Mitglied des Repräsentantenhauses, Senator, Gouverneur von Ohio
- 1772: Anna Maria Rüttimann-Meyer von Schauensee, Schweizer Patrizierin
- 1773: Louis-Philippe I., letzter König von Frankreich
- 1775: Johann Anton André, deutscher Komponist und Musikverleger
- 1779: Nathan Appleton, US-amerikanischer Politiker, Mitglied des Repräsentantenhauses
- 1782: Karl August Weinhold, deutscher Mediziner
- 1785: Albert Methfessel, deutscher Komponist und Dirigent
- 1791: Johann Theodor Vömel, deutscher Altphilologe, lutherischer Theologe und Gymnasialdirektor
- 1796: August Abendroth, deutscher Jurist, Kaufmann und Philanthrop
- 1797: Joseph Othmar von Rauscher, Erzbischof von Wien
- 1799: Franz Xaver von Andlaw-Birseck, badischer Diplomat

### 19. Jahrhundert

#### 1801–1850
- 1803: Heinrich Wilhelm Dove, deutscher Physiker und Meteorologe
- 1808: Friedrich VII., König von Dänemark von 1848 bis 1863
- 1811ː Amely Bölte, deutsche Schriftstellerin
- 1816: William Batchelder Bradbury, US-amerikanischer Komponist

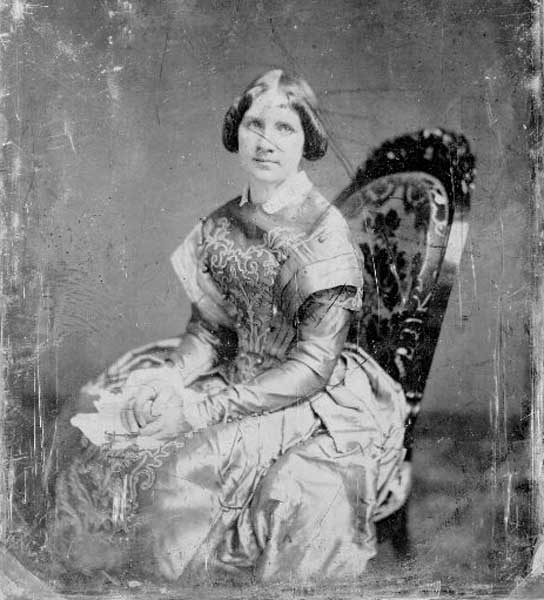
Jenny Lind (* 1820)

- 1820: Jenny Lind, schwedische Sängerin
- 1831: Richard Dedekind, deutscher Mathematiker
- 1832: August Eisenlohr, deutscher Ägyptologe
- 1832: Christian Mali, deutscher Kunstmaler
- 1836: Wilhelm von Waldeyer-Hartz, deutscher Anatom
- 1838: Giuseppe Cesare Abba, italienischer Schriftsteller und Freiheitskämpfer
- 1838: Sophie Wörishöffer, deutsche Schriftstellerin
- 1840: Eugen Dieterich, Chemiker und Pionier der deutschen pharmazeutischen Industrie
- 1840: Christian August Volquardsen, deutscher Althistoriker
- 1846: George Westinghouse, US-amerikanischer Erfinder
- 1847: Adolf von Hildebrand, deutscher Bildhauer
- 1849: Ludwig Purtscheller, österreichischer Bergsteiger
- 1849: Basil Zaharoff, britischer Waffenhändler und Spielbankbesitzer

#### 1851–1900
- 1851: Richard Müller, deutscher Politiker, MdR
- 1853: Thies Hinrich Engelbrecht, deutscher Agrargeograph
- 1860: Bruno Goebel, deutscher Orgelbauer
- 1862: Joseph Weldon Bailey, US-amerikanischer Politiker
- 1866: Heinrich Federer, Schweizer Schriftsteller
- 1866: Reginald Fessenden, kanadischer Erfinder und Rundfunkpionier
- 1867: Václav Radimský, tschechischer Maler
- 1876: Serafín María Armora y González, mexikanischer Bischof
- 1882: Karol Szymanowski, polnischer Komponist
- 1884: Hans Dreckmann, deutscher Landwirt und Politiker
- 1884: Maurice Hewitt, französischer Geiger und Dirigent
- 1886: Karl Paul Andrae, deutscher Architekt und Künstler
- 1886: Edwin Fischer, Schweizer Musiker
- 1887: Le Corbusier, schweizerisch-französischer Architekt, Architekturtheoretiker, Stadtplaner, Maler, Zeichner, Bildhauer und Möbeldesigner

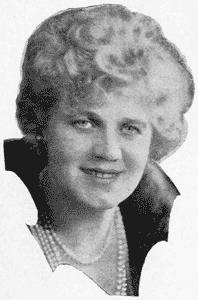
Maria Jeritza (* 1887)

- 1887: Maria Jeritza, österreichische Sopranistin und Kammersängerin
- 1888: Max Butting, deutscher Komponist
- 1888: Ásmundur Guðmundsson, isländischer Theologe
- 1888: John Howard, kanadischer Leichtathlet
- 1889: Maria Dąbrowska, polnische Schriftstellerin
- 1891: Hans Schemm, deutscher Lehrer, Politiker, Gauleiter und „Reichswalter“ des Nationalsozialistischen Lehrerbunds (NSLB)
- 1892: Friedrich Ahlfeld, deutsch-bolivianischer Bergbau-Ingenieur und Geologe
- 1893: Milton Ager, US-amerikanischer Komponist
- 1895: Günther Lohmann, deutscher General
- 1896: Otto Siegl, österreichischer Komponist
- 1897: Gerhard Lamprecht, deutscher Regisseur
- 1898: Franz Altheim, deutscher Althistoriker und Klassischer Philologe
- 1898: Hermann Dortans, deutscher Politiker, MdB
- 1898: Mitchell Leisen, US-amerikanischer Filmregisseur
- 1898: André Marandet, französischer Autorennfahrer

### 20. Jahrhundert

#### 1901–1925
- 1901: Harry Adaskin, kanadischer Geiger und Musikpädagoge
- 1901: Leslie Arliss, britischer Drehbuchautor und Filmregisseur
- 1902: Gui Mombaerts, belgischer Pianist und Musikpädagoge
- 1902: Hoyt Ming, US-amerikanischer Old-Time-Musiker

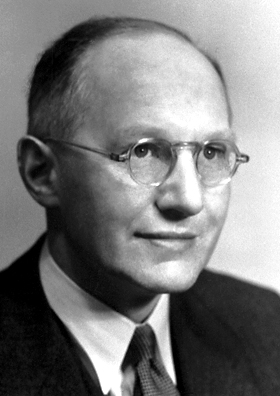
Ernest Walton (* 1903)

- 1903: Ernest Walton, irischer Physiker
- 1904: Horst Lange, deutscher Schriftsteller
- 1905: Helen Wills Moody, amerikanische Tennisspielerin
- 1905: Wolfgang Liebeneiner, deutscher Regisseur
- 1906: Janet Gaynor, US-amerikanische Schauspielerin
- 1907: John Horton Baker, britischer Autorennfahrer
- 1907: Francisco Gabilondo Soler, mexikanischer Autor, Komponist und Interpret von Kinderliedern
- 1907: Louis Jeannin, französischer Motorradrennfahrer
- 1908: François Brassard, kanadischer Musikethnologe und Organist
- 1908: Carole Lombard, US-amerikanische Schauspielerin
- 1912: Gordon Wilkins, britischer Journalist und Autorennfahrer
- 1913: Meret Oppenheim, deutsch-schweizerische Malerin

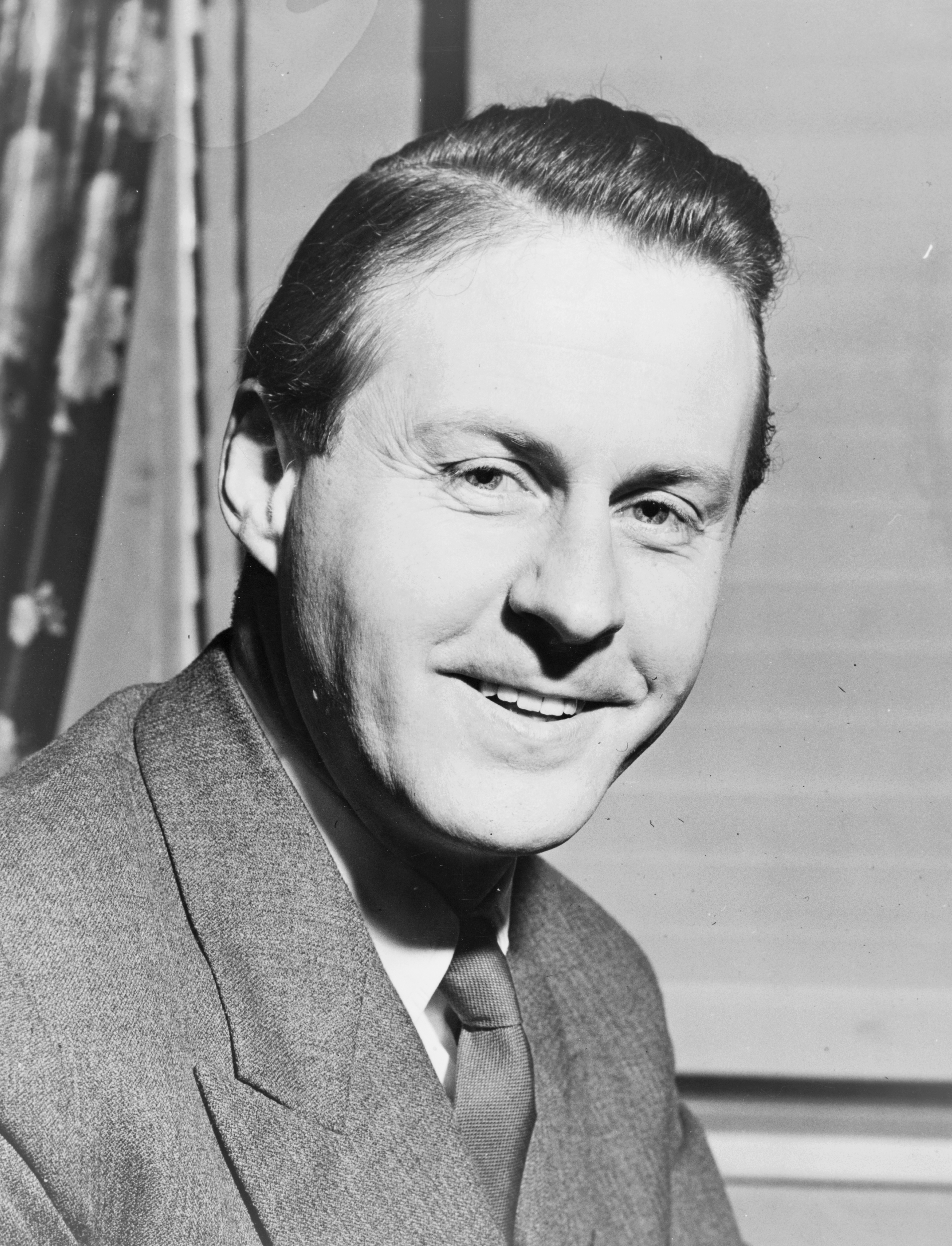
Thor Heyerdahl (* 1914)

- 1914: Thor Heyerdahl, norwegischer Ethnologe
- 1915: Edgardo Martín, kubanischer Komponist
- 1916: Karl Kinzl, österreichischer Politiker und Landwirt
- 1916: Vern Sneider, US-amerikanischer Autor
- 1916: Franz Vit, deutscher Politiker (SPD)
- 1917: Fannie Lou Hamer, US-amerikanische Bürgerrechtskämpferin
- 1917: Maria von Schmedes, österreichische Sängerin
- 1918: Max de Terra, Schweizer Autorennfahrer
- 1918: André Pilette, belgischer Formel-1- und Sportwagenrennfahrer
- 1919: Max Kohler, Schweizer Maler und Grafiker
- 1919: Sawaki Kin’ichi, japanischer Schriftsteller
- 1920: Edvard Beyer, norwegischer Literaturhistoriker und Professor
- 1920: Pietro Consagra, italienischer Künstler
- 1921ː Julia Dingwort-Nusseck, deutsche Wirtschaftsjournalistin, erste Präsidentin der Landeszentralbank Niedersachsen
- 1921: Rinaldo Martino, argentinisch-italienischer Fußballspieler
- 1921: Giovanni Michelotti, italienischer Automobildesigner
- 1922: Klaus Dill, deutscher Maler
- 1925: Shana Alexander, US-amerikanische Journalistin

#### 1926–1950
- 1928: Jean-Jacques Antier, französischer Schriftsteller
- 1928: Alfred Hans Zoller, deutscher Komponist, Jazzpianist, Kantor und Organist
- 1929: Dieter Antritter, deutscher Jazzmusiker
- 1929: Bruno Cremer, französischer Schauspieler
- 1930: Herbert Limmer, deutscher Diplomat und Botschafter
- 1930: Hafiz al-Assad, syrischer Politiker, Ministerpräsident, Staatspräsident, Diktator
- 1930: Dieter Falk, deutscher Motorradrennfahrer
- 1930: Georg Stucky, Schweizer Politiker

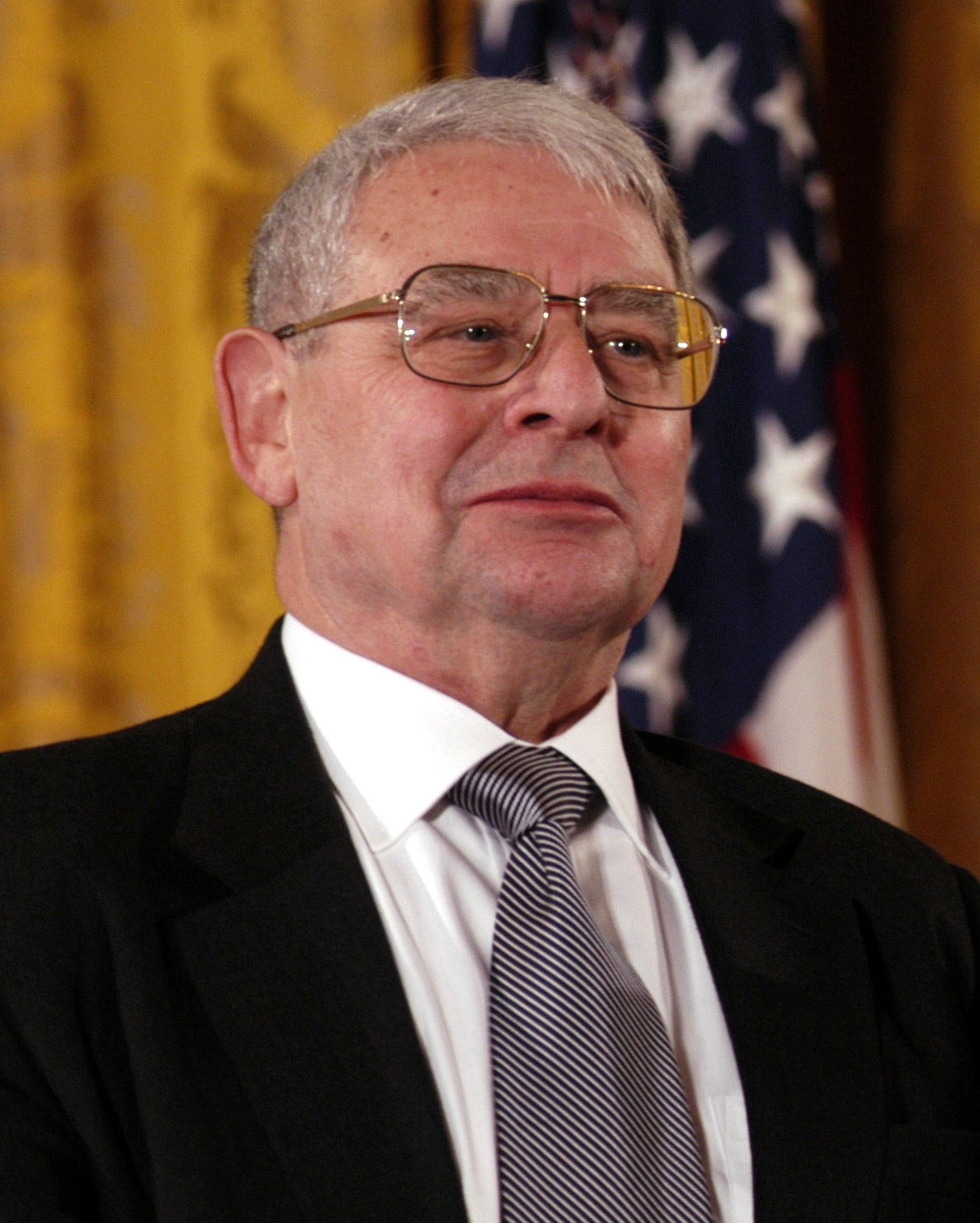
Riccardo Giacconi (* 1931)

- 1931: Riccardo Giacconi, italienisch-US-amerikanischer Astrophysiker und Nobelpreisträger
- 1931: Lee Man-hee, südkoreanischer Regisseur
- 1931: Wolfgang Müller, deutscher Dressurreiter
- 1933: Winfried Baer, deutscher Kunsthistoriker
- 1933: Louis Begley, US-amerikanischer Schriftsteller
- 1933: Horst Bingel, deutscher Schriftsteller, Lyriker und Grafiker
- 1933: Stanley Myers, britischer Komponist
- 1936: Ephraim Silas Obot, nigerianischer Bischof

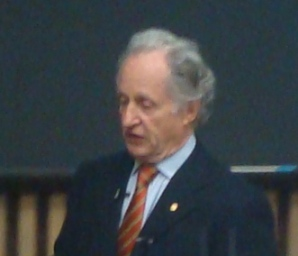
Mario Capecchi (* 1937)

- 1937: Mario Capecchi, US-amerikanischer Genetiker und Nobelpreisträger
- 1938: Peter Gosse, deutscher Schriftsteller
- 1939ː Anthea Sylbert, US-amerikanische Kostümbildnerin, Filmproduzentin und Drehbuchautorin
- 1940: Boris Dmitrijewitsch Andrejew, sowjetischer Kosmonaut
- 1940: Manfred Bietak, österreichischer Professor für Ägyptologie
- 1940: Karin Boldemann, deutsche Turnerin
- 1940: Eberhard Zeidler, deutscher Mathematiker
- 1941: Rolf Krüsmann, deutscher Leichtathlet
- 1941: John Nicholson, neuseeländischer Motortuner- und Autorennfahrer
- 1942: Britt Ekland, schwedische Schauspielerin
- 1942: Ulf Fink, deutscher Politiker

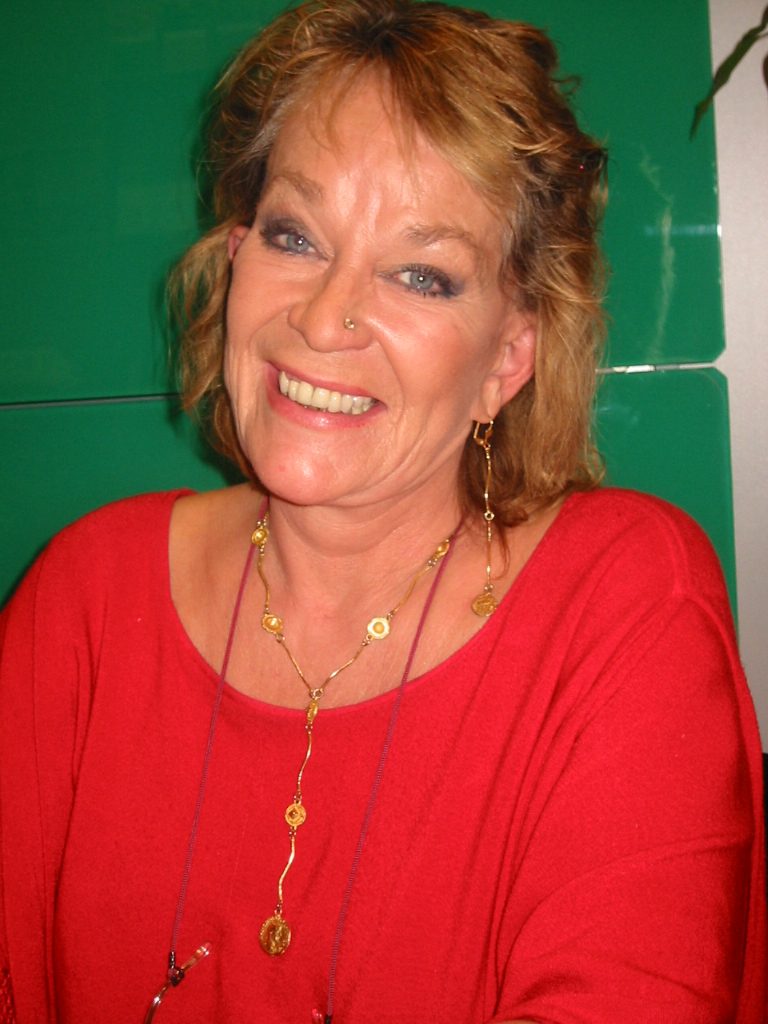
Anna Wahlgren (* 1942)

- 1942: Anna Wahlgren, schwedische Autorin
- 1943: Ottavio Bianchi, italienischer Fußballspieler und -trainer
- 1943: Werner K. Rey, Schweizer Finanzspekulant und Unternehmer
- 1944: Carlos Pace, brasilianischer Formel-1-Rennfahrer
- 1944: Yoshiaki Unetani, japanischer Marathonläufer
- 1945: Heide Boeker, deutsche Juristin
- 1946: Alexandre de Carvalho Kaneko, brasilianischer Fußballspieler und Unternehmer
- 1946: Millie Small, jamaikanische Pop- und Ska-Sängerin
- 1947: Thomas R. Fischer, deutscher Bankmanager
- 1947: Antal Hetényi, ungarischer Judoka
- 1948: Gerry Adams, nordirischer Politiker
- 1948: Vivian Candy, irischer Unternehmer und Autorennfahrer
- 1949: Bobby Farrell, niederländischer Tänzer (Boney M.)
- 1950: Pierre-Yves Asselin, französischer Organist und Musikpädagoge
- 1950: Christian Noyer, französischer Politiker
- 1950: Carmen Romero, kubanische Diskuswerferin und Kugelstoßerin

#### 1951–1975
- 1951: Alois Fischbauer, österreichischer Skibobfahrer und Sportfunktionär
- 1951: Hans-Jürgen Uhl, deutscher Politiker und MdB
- 1951: Manfred Winkelhock, deutscher Formel-1- und Sportwagen-Rennfahrer
- 1954: David Hidalgo, US-amerikanischer Sänger und Musiker

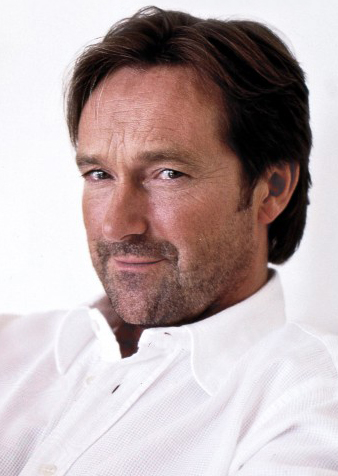
Helmut Zierl (* 1954)

- 1954: Helmut Zierl, deutscher Schauspieler
- 1955: Pia Fries, Schweizer Malerin
- 1956: Sadiq al-Ahmar, jemenitischer Politiker und Milizführer
- 1956: Bruno Nöckler, italienischer Skirennläufer
- 1957: Diunna Greenleaf, US-amerikanische Bluessängerin
- 1957: Peter Müller, Schweizer Skirennfahrer
- 1957: Bill Stewart, italo-kanadischer Eishockeyspieler und derzeitiger -trainer
- 1958: Harry Lamott Crowl, brasilianischer Komponist
- 1959: Brian Higgins, US-amerikanischer Politiker
- 1960: Kristiane Kupfer, deutsche Schauspielerin
- 1960: Sabine Töpperwien, deutsche Sportjournalistin

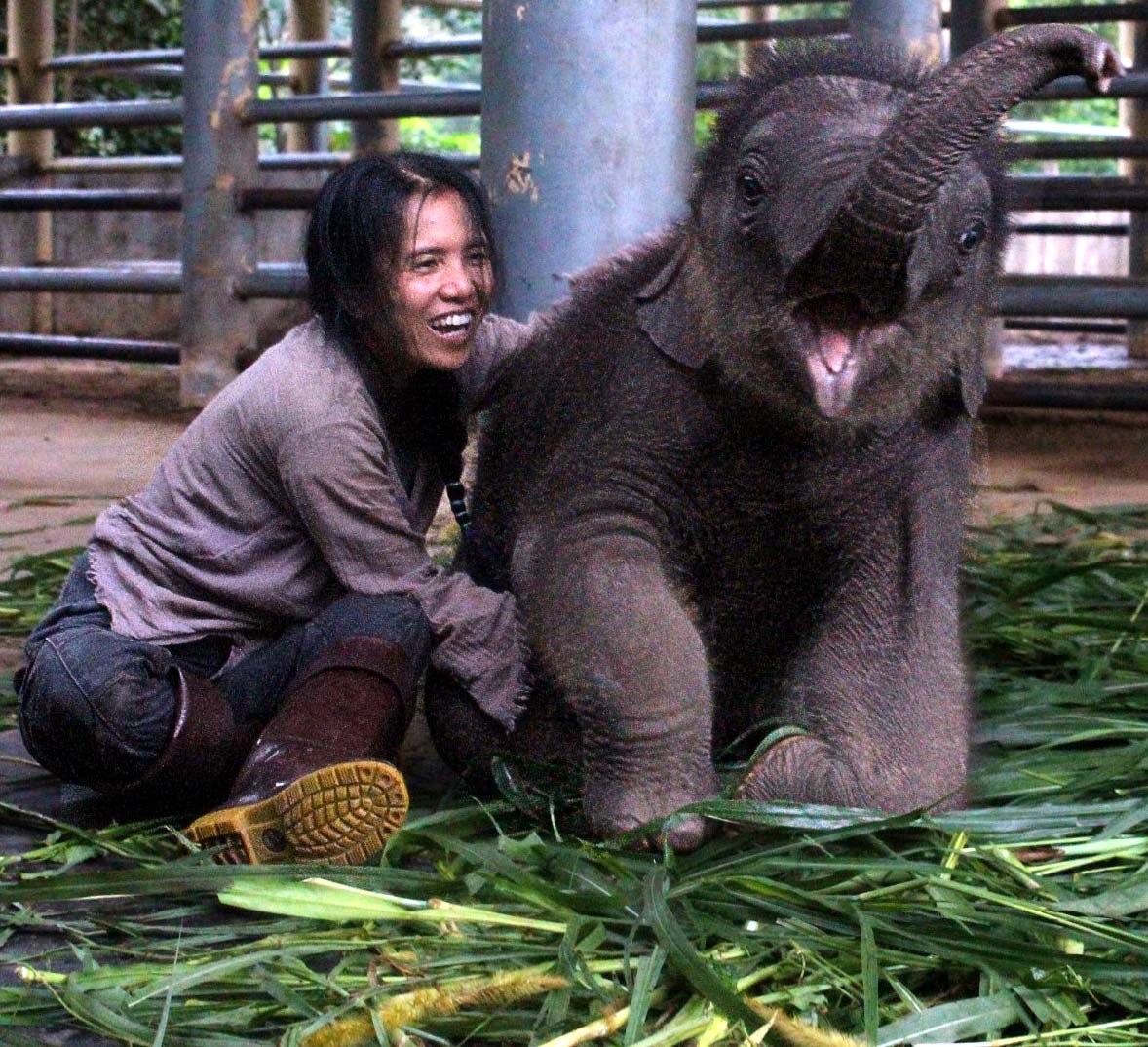
Saengduean Lek Chailert (* 1961)

- 1961: Saengduean Lek Chailert, thailändische Tier- und Elefantenschützerin
- 1961: Katrin Dörre-Heinig, deutsche Leichtathletin
- 1961: Mosche Lion, israelischer Unternehmer, Leiter und Politiker
- 1962: Gesine Walther, deutsche Leichtathletin
- 1963: Sven Andersson, schwedischer Fußballspieler
- 1963: Thomas Bickel, Schweizer Fußballspieler
- 1963: Elisabeth Shue, US-amerikanische Schauspielerin, Filmproduzentin und Sängerin
- 1964: Thorsten Storm, deutscher Handballmanager und -spieler
- 1965: Jürgen Kohler, deutscher Fußballspieler
- 1966: Thomas Eugene Stinson, US-amerikanischer Bassist und Gitarrist
- 1967: Attila Ambrus, ungarisch-rumänischer Eishockeytorwart, Pelzschmuggler, Bankräuber und Schriftsteller
- 1967: Kennet Andersson, schwedischer Fußballspieler
- 1968: Bjarne Goldbæk, dänischer Fußballspieler
- 1969: Petra Hartung, deutsche Schauspielerin

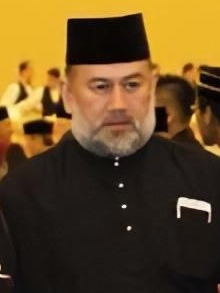
Muhammad V. (* 1969)

- 1969: Muhammad V., Sultan von Kelantan
- 1970: Brigitte Albrecht-Loretan, Schweizer Skilangläuferin
- 1970: Corinna May, deutsche Sängerin
- 1970: Olga Walerjewna Danilowa, russische Skilangläuferin und Olympiasiegerin
- 1971: Phil Bennett, britischer Autorennfahrer
- 1971: Alan Stubbs, englischer Fußballspieler
- 1972: Dominic Andres, Schweizer Curler
- 1972: Anita Brägger, Schweizer Leichtathletin
- 1972: Mark Schwarzer, australischer Fußballspieler
- 1973: Ioan Gruffudd, britischer Schauspieler
- 1973: Armands Uščins, lettischer Handballspieler
- 1974: Kai Fagaschinski, deutscher Jazzklarinettist und Improvisationsmusiker
- 1975: Skerdilaid Curri, albanischer Fußballspieler
- 1975: Martin Jørgensen, dänischer Fußballspieler
- 1975: Peter Pellegrini, slowakischer Politiker

#### 1976–2000
- 1976: Karen Dochojan, armenischer Fußballspieler
- 1976: Alexei Nikolajewitsch Dudukalo, russischer Rennfahrer
- 1976: Yotuel Romero, kubanischer Liedermacher und Schauspieler
- 1976ː Barbie Xu, taiwanische Schauspielerin und Sängerin
- 1977: Wes Ramsey, US-amerikanischer Film- und Serienschauspieler

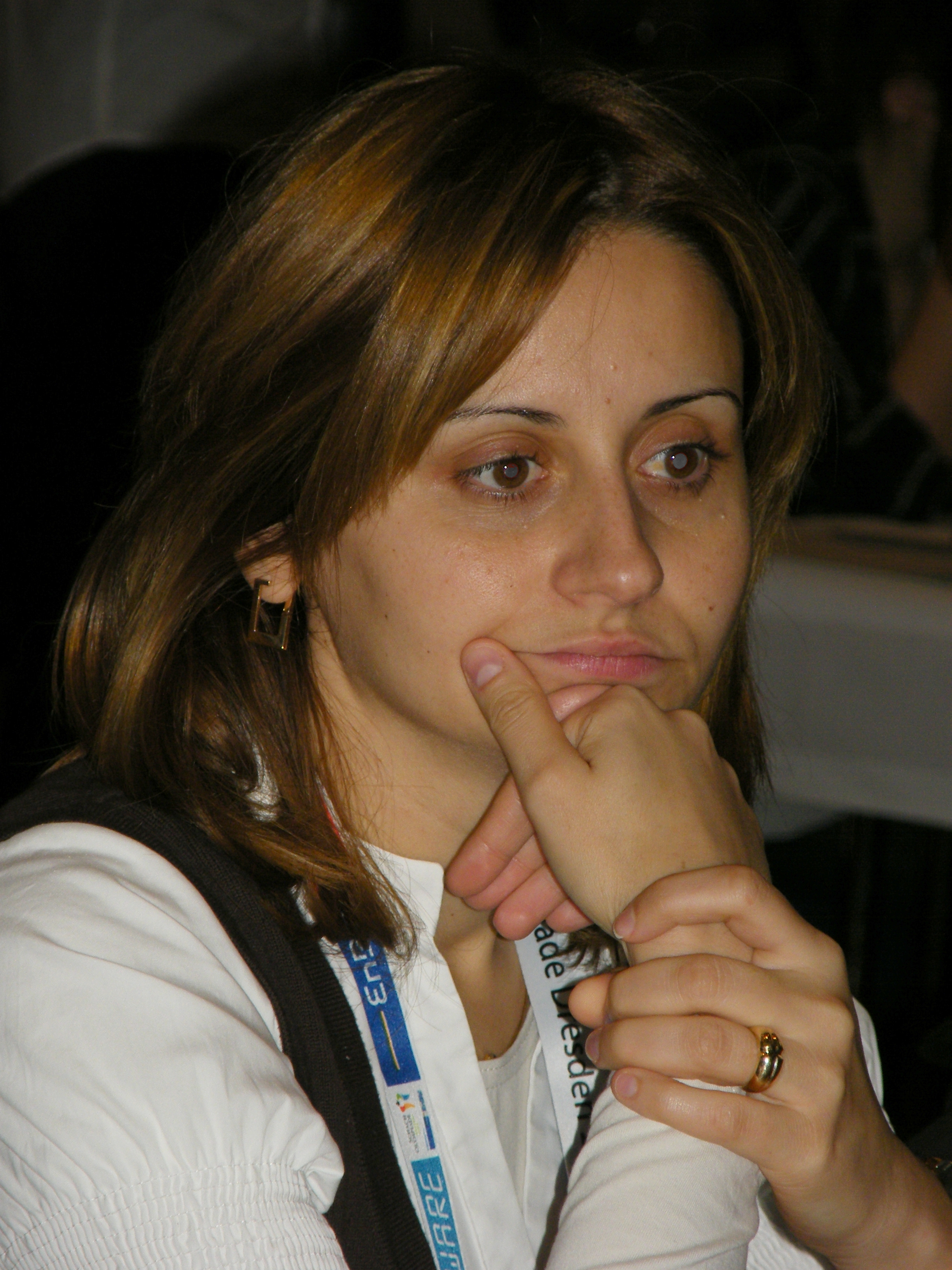
Emilija Dschingarova (1978)

- 1978: Emilija Dschingarowa, bulgarische Schachspielerin
- 1978: Bennett Foddy, australischer Computerspiel-Entwickler
- 1979: David di Tommaso, französischer Fußballspieler
- 1979: Josephine Touray, dänische Handballspielerin
- 1980: Sonja Beißwenger, deutsche Schauspielerin
- 1980: Lynda Folauhola, australische Wasserspringerin
- 1981: Abdelkarim, deutsch-marokkanischer Komiker
- 1981: Lutz Altepost, deutscher Kanute
- 1981: Geert De Vos, belgischer Dartspieler
- 1982: Lewon Aronjan, armenischer Schachspieler
- 1982: Stuart Attwell, englischer Fußballschiedsrichter

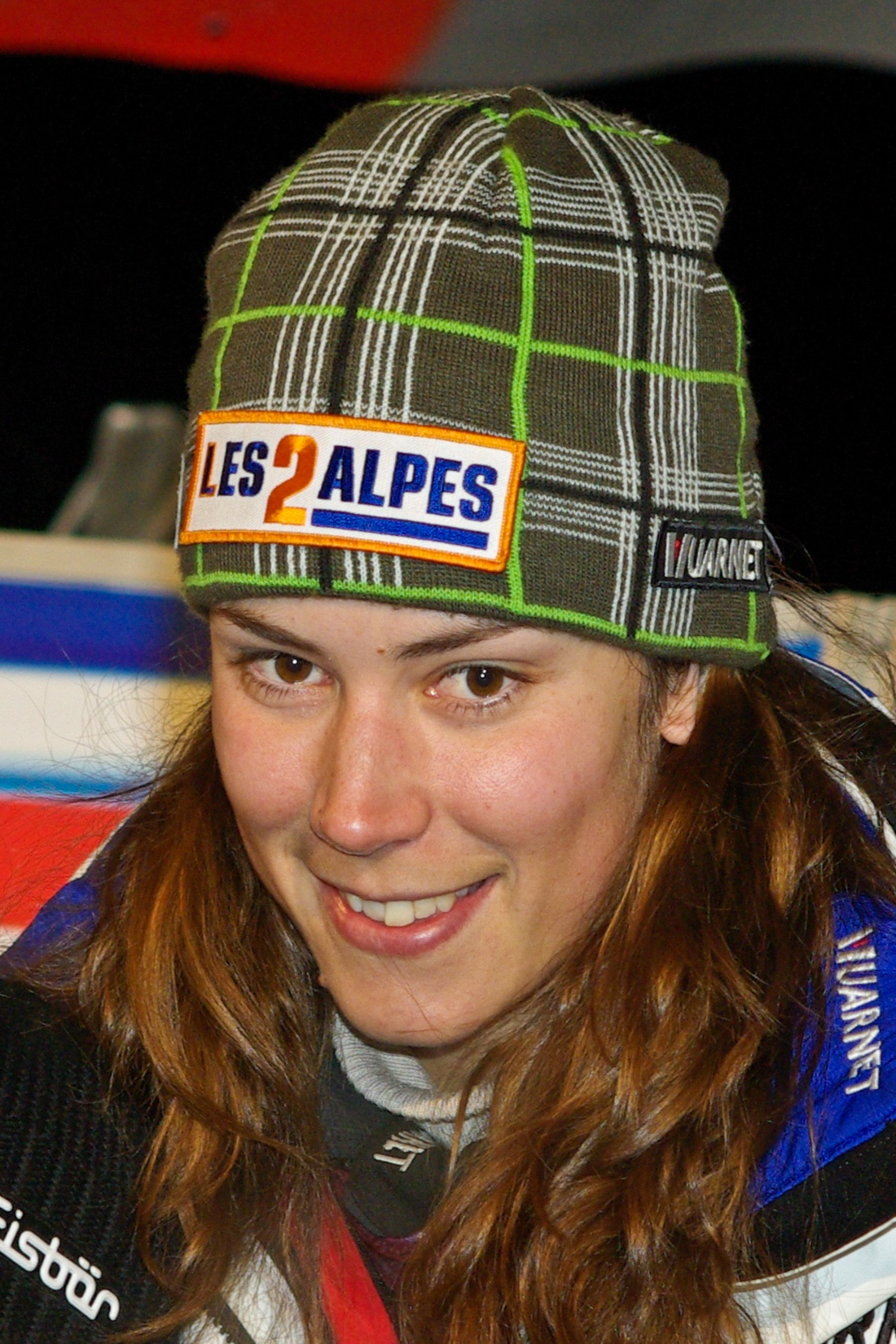
Sandrine Aubert (* 1982)

- 1982: Sandrine Aubert, französische Skirennläuferin
- 1982: Marie Burchard, deutsche Schauspielerin
- 1982: Michael Frater, jamaikanischer Leichtathlet
- 1982: Hideki Mutō, japanischer Automobilrennfahrer
- 1983: David Limberský, tschechischer Fußballspieler
- 1983: Sunette Viljoen, südafrikanische Leichtathletin
- 1983: Renata Voráčová, tschechische Tennisspielerin
- 1984: Valerie Adams, neuseeländische Leichtathletin
- 1986: Adil Auassar, niederländischer Fußballspieler
- 1986: Irina Jurjewna Blisnowa, russische Handballspielerin
- 1986: Oktay Özdemir, deutscher Schauspieler
- 1987: Joe Lewis, englischer Fußballtorhüter
- 1988: Gerald Phiri, sambischer Leichtathlet
- 1989: Kim Bo-kyung, südkoreanischer Fußballspieler

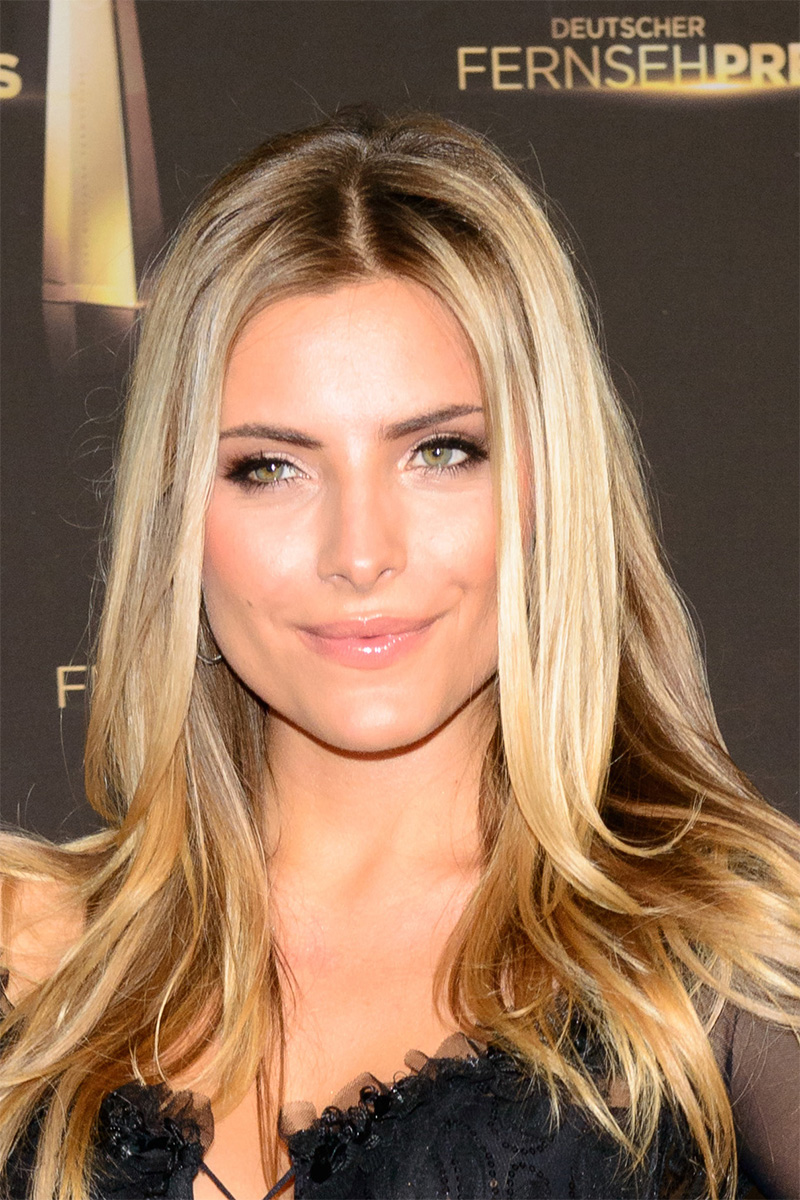
Sophia Thomalla (* 1989)

- 1989: Sophia Thomalla, deutsche Schauspielerin
- 1990: Nicolas Mayer, französischer Skispringer
- 1990: Selina Wagner, deutsche Fußballspielerin
- 1990: Scarlett Byrne, britische Schauspielerin
- 1990: Jordan Hamilton, US-amerikanischer Basketballspieler
- 1992: Danyelle Helena da Silva Lima, brasilianische Fußballspielerin
- 1992: Linda-Philomène Tsoungui, deutsche Schlagzeugerin
- 1993: Gil Popilski, israelischer Schachspieler
- 1993: Louis Vervaeke, belgischer Radrennfahrer
- 1994: Lisa Keferloher, deutsche Volleyballspielerin
- 1994: Eric Lichtenstein, argentinischer Automobilrennfahrer
- 1995: Kirsten Nesse, deutsche Fußballspielerin
- 1996: Lachlan Frear, neuseeländischer Eishockeyspieler
- 1997: Kasper Dolberg, dänischer Fußballspieler
- 1997: Quinn Wolferman, US-amerikanischer Freestyle- und Freeride-Skier
- 1998: Silas, kongolesischer Fußballspieler
- 1998: Mia-Sophie Wellenbrink, deutsche Schauspielerin und Sängerin

### 21. Jahrhundert
- 2002: Cleopatra Stratan, moldawische Sängerin
- 2004: Ayman Aourir, marokkanisch-deutscher Fußballspieler

## Gestorben

### Vor dem 16. Jahrhundert
- 0023: Wang Mang, Kaiser von China
- 0404: Aelia Eudoxia, Gemahlin des oströmischen Kaisers Arcadius
- 0869: Irmentrud, westfränkische Königin
- 0877: Karl der Kahle, westfränkischer König, König von Italien und Römischer Kaiser
- 1014: Samuil, Zar der Donaubulgaren
- 1019: Friedrich, Graf im Moselgau und Vogt von Stablo und Malmedy
- 1090: Adalbero von Würzburg, Bischof von Würzburg
- 1101: Bruno von Köln, Heiliger, Begründer des Kartäuserordens
- 1173: Engelbert III., Markgraf von Istrien und Graf von Kraiburg-Marquartsstein
- 1180: Amalrich von Nesle, Patriarch von Jerusalem
- 1201: Johannes V. Bavor, Bischof von Olmütz
- 1206: Arthold von Belley, Bischof von Belley und Kartäuser
- 1208: Geoffrey de Muschamp, Bischof von Coventry
- 1315: Weichart von Polheim, Erzbischof von Salzburg
- 1331: Johannes II. von Bokholt, Bischof von Schleswig
- 1349: Johanna II., Königin von Navarra
- 1397: Vuk Branković, serbischer Adeliger und Territorialfürst
- 1406: Henning von Rentelen, Lübecker Bürgermeister
- 1436: Focko Ukena, ostfriesischer Häuptling
- 1439: Wilhelm II. von Diest, Bischof von Straßburg
- 1463: Friedrich, deutscher Adliger, Markgraf von Brandenburg, Herr der Altmark
- 1488: Jörg von Halspach, Münchener Baumeister und Architekt

### 16. bis 18. Jahrhundert
- 1505: Johannes Adorf, deutscher Theologe
- 1519: Peter Falck, Schweizer Politiker, Diplomat und Gelehrter
- 1536: William Tyndale, englischer Bibelübersetzer
- 1543: Werner Steiner der Jüngere, Schweizer Reformator
- 1546: Pierre Leclerc und Gefährten, französische evangelische Märtyrer
- 1553: Caspar Huberinus, deutscher lutherischer Theologe und Reformator

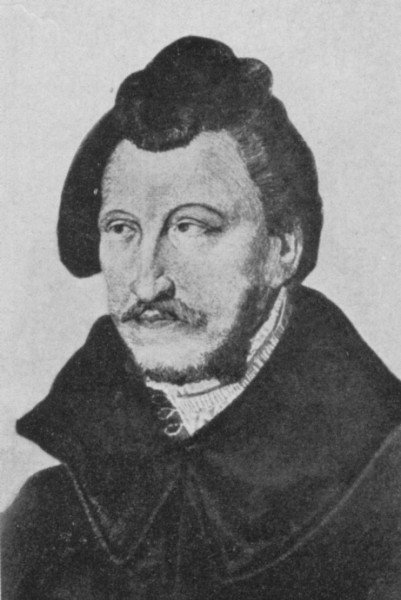
Wilhelm († 1559)

- 1559: Wilhelm, Graf von Nassau-Dillenburg
- 1565: Johann Bocerus, deutscher Dichter und Historiker
- 1567: Cristóbal de Oñate, spanischer Konquistador
- 1572: Clemens Leusser, Abt des Zisterzienserklosters Bronnbach, Bürgermeister von Wertheim und Kaufmann
- 1577: Abraham Ulrich, deutscher evangelischer Theologe
- 1591: Leonhard Rosen, Abt des Zisterzienserklosters in Ebrach
- 1610: Hosokawa Fujitaka, japanischer Fürst und Dichter
- 1630: Diego Fernández de Córdoba, spanischer Kolonialbeamter, Vizekönig von Neuspanien und Peru
- 1632: Wilhelm Heinrich von Bentheim-Steinfurt, Domherr von Straßburg
- 1638: Stefan Gabriel, Schweizer evangelisch-reformierter Pfarrer und Begründer der rätoromanischen Schriftsprache des surselvischen Idioms

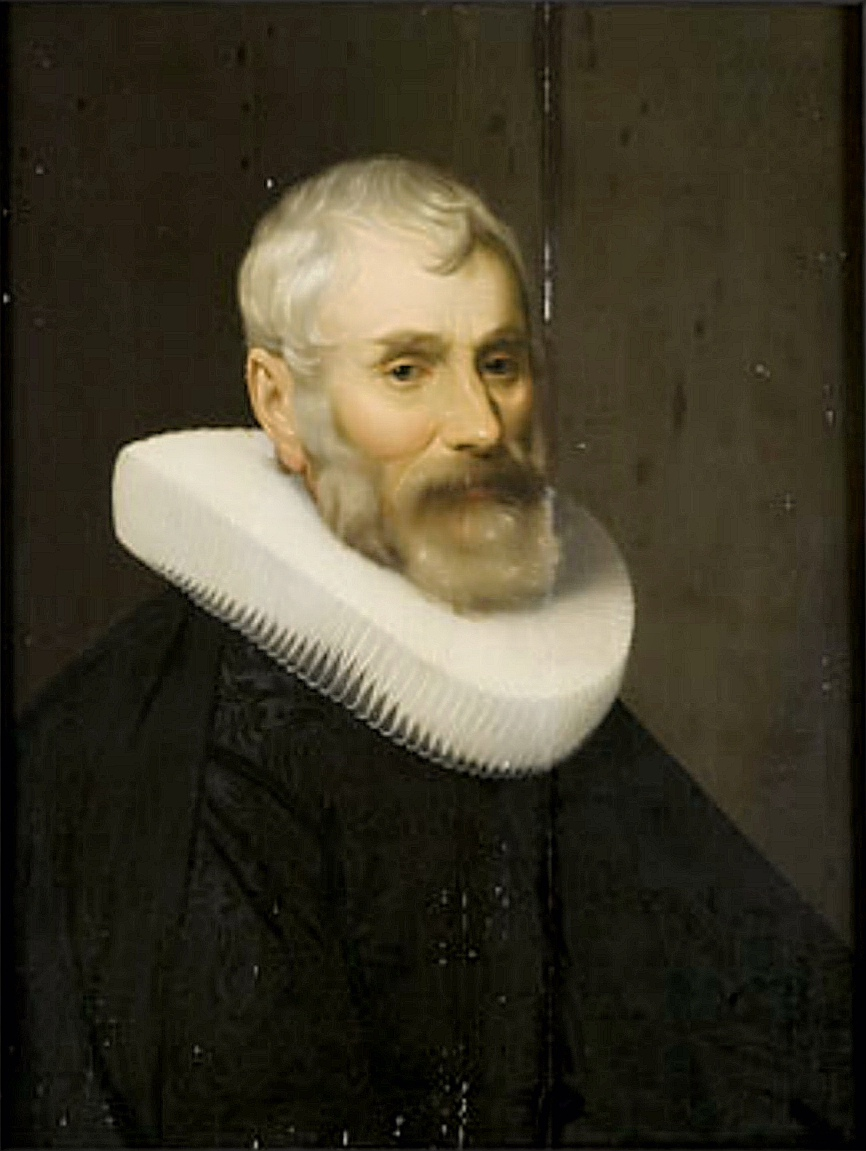
Jakob Dircksz de Graeff († 1638)

- 1638: Jakob Dircksz de Graeff, Amsterdamer Regent und Bürgermeister
- 1640: Wolrad IV., Graf von Waldeck
- 1644: Élisabeth de Bourbon, spanische Königin, Gemahlin König Philipps IV.
- 1646: Zhu Yujian, chinesischer Kaiser der südlichen Min-Dynastie
- 1651: Heinrich Albert, Liederdichter und Komponist
- 1661: Har Rai, siebter Guru des Sikhismus
- 1661: Martin Zeiller, deutscher Kompilations- und Reiseschriftsteller
- 1695: Gustav Adolf, Herzog zu Mecklenburg
- 1698: Johann Carl Loth, deutscher Maler
- 1701: Miguel de Barrios, spanisch-jüdischer Dichter und Historiker
- 1714: Matteo Noris, italienischer Dichter und Librettist
- 1714: Adalbert von Schleifras, Fürstabt von Fulda
- 1716: Johann David Feyerabend, Bürgermeister der Reichsstadt Heilbronn
- 1732: Christian Vater, deutscher Mediziner
- 1733: Baldassare Fontana, Tessiner Bildhauer, Stuckateur und Architekt

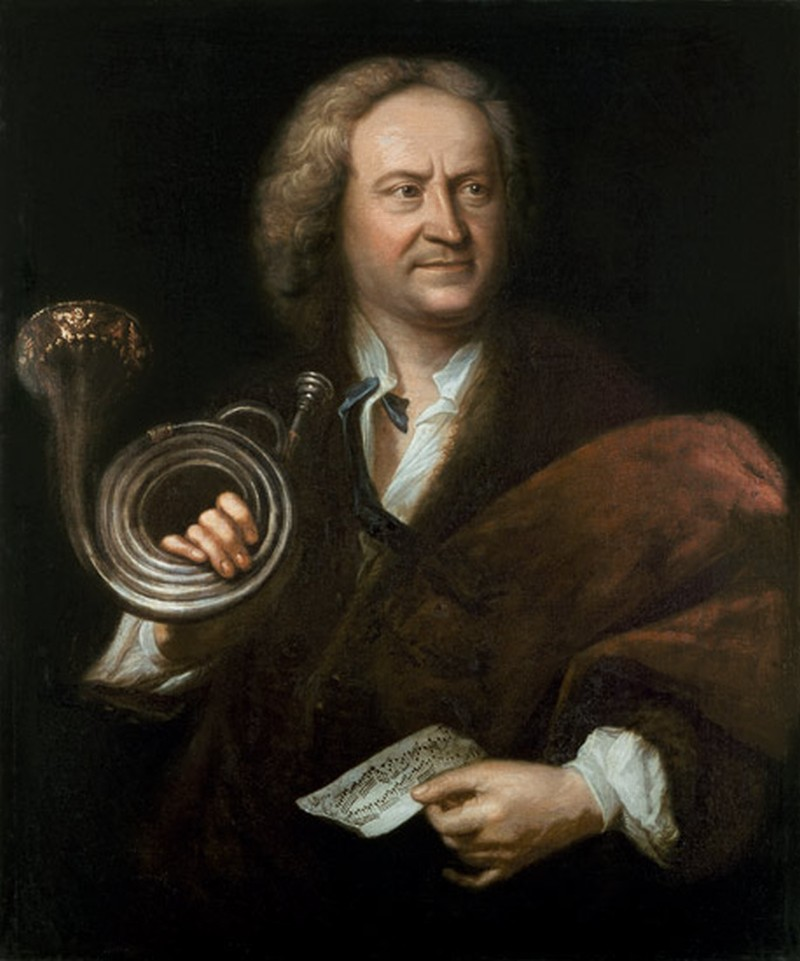
Gottfried Reiche († 1734)

- 1734: Gottfried Reiche, deutscher Trompeter und Komponist
- 1746: Anna Margareta Pfeffer, deutsche Dichterin
- 1754: Adam Falckenhagen, deutscher Komponist, Lautenist und Theorbist
- 1758: Yanagisawa Kien, japanischer Maler
- 1762: Francesco Manfredini, italienischer Violinist und Komponist
- 1766: Jean Desgrouais, französischer Romanist, Sprachpurist und Lexikograf
- 1777: Marie Thérèse Rodet Geoffrin, französische Autorin und Salonnière der Aufklärung
- 1780: Ignaz Sichelbarth, in China tätiger deutsch-böhmischer Jesuiten-Missionar und Maler
- 1783: Caspar Wolf, Schweizer Maler
- 1786: Antonio Sacchini, italienischer Komponist
- 1794: Friedrich Gottlieb Barth, deutscher Pädagoge und Sprachwissenschaftler

### 19. Jahrhundert
- 1808: Johann Gottlieb Lessing, deutscher Pädagoge
- 1819: Johann von Klenau, österreichischer General
- 1825: Bernard Germain Lacépède, französischer Naturforscher
- 1835: Pawel Petrowitsch Sokolow, russischer Bildhauer
- 1837: Jean-François Lesueur, französischer Komponist
- 1838: Pierre Martin Rémi Aucher-Éloy, französischer Botaniker und Forschungsreisender
- 1843: Carl Amon, österreichischer Maler
- 1843: Archibald Campbell, britischer General

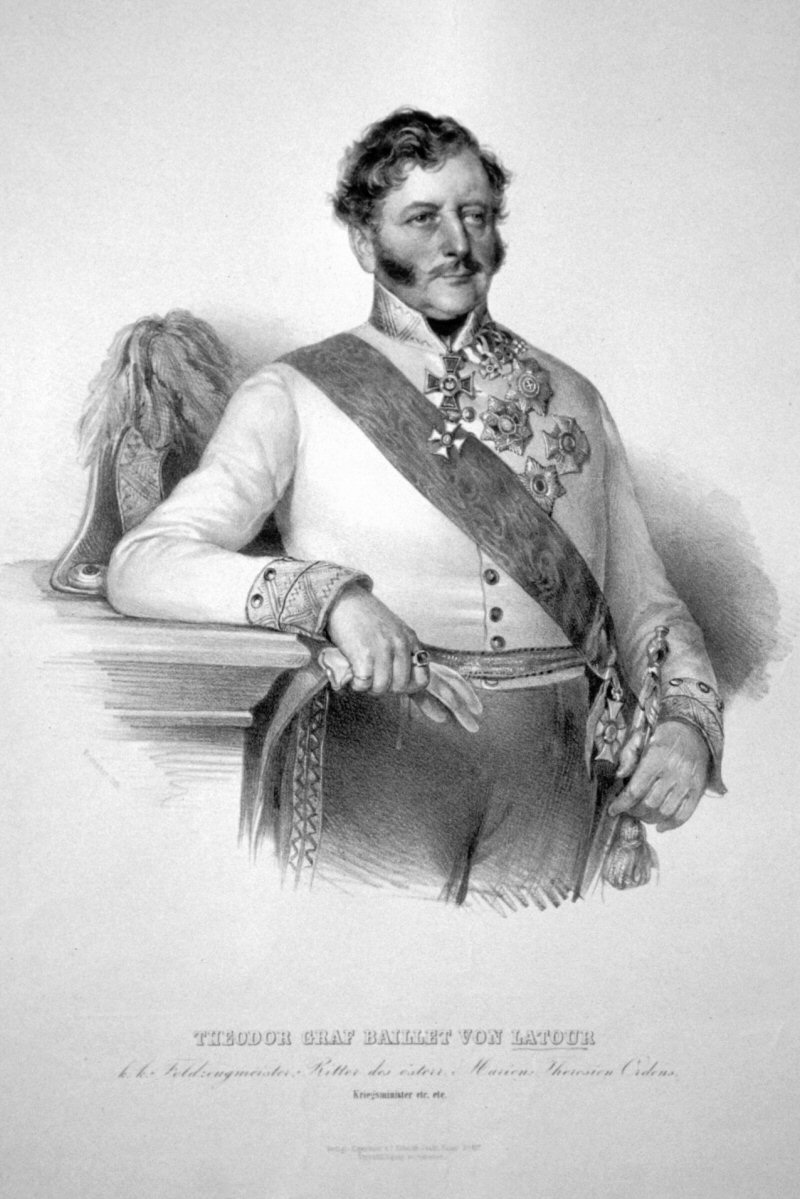
Theodor Baillet de Latourr († 1848)

- 1848: Theodor Baillet de Latour, österreichischer Kriegsminister
- 1848: Johann Karl Friedrich Ollenroth, deutscher Mediziner
- 1849: Ludwig Aulich, ungarischer Revolutionsgeneral und Kriegsminister
- 1849: Lajos Batthyány, ungarischer Magnat und Ministerpräsident
- 1852: José Ballivián, Präsident von Bolivien
- 1852: Charles Marie Auguste de Beaumont d’Autichamp, französischer General
- 1862: Francisco Acuña de Figueroa, uruguayischer Schriftsteller

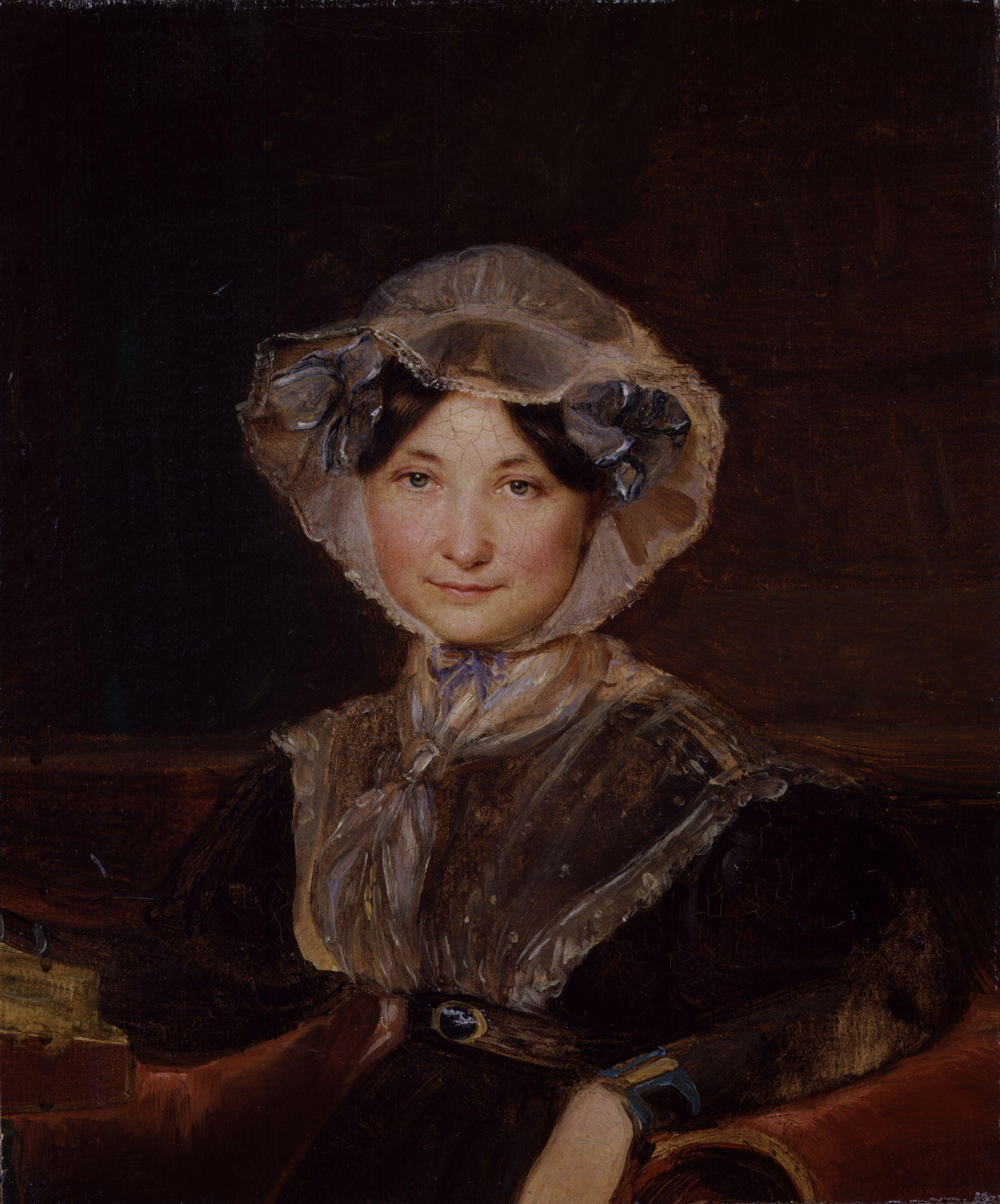
Frances Trollope († 1863)

- 1863: Frances Trollope, britische Schriftstellerin
- 1870: Heinrich Arnold Huyssen, deutscher Industrieller und Politiker
- 1870: Augustus Matthiessen, britischer Chemiker und Physiker
- 1870: Johann Andreas Schubert, deutscher Ingenieurwissenschaftler, Unternehmer
- 1871: Johann Leopold Abel, deutsch-britischer Komponist, Pianist, Violoncellist, Geiger und Musikpädagoge
- 1872: George Pollock, britischer Feldmarschall
- 1873: Paul Edmund de Strzelecki, polnischer Entdeckungsreisender
- 1873: Friedrich Wieck, deutscher Musiker und Musikpädagoge
- 1874: Thomas Dyke Acland Tellefsen, norwegischer Pianist und Komponist
- 1885ː Amalie Mittell, deutsche Theaterschauspielerin
- 1887ː Marie von Bernus, Ehefrau von Franz Jakob Alfred Bernus

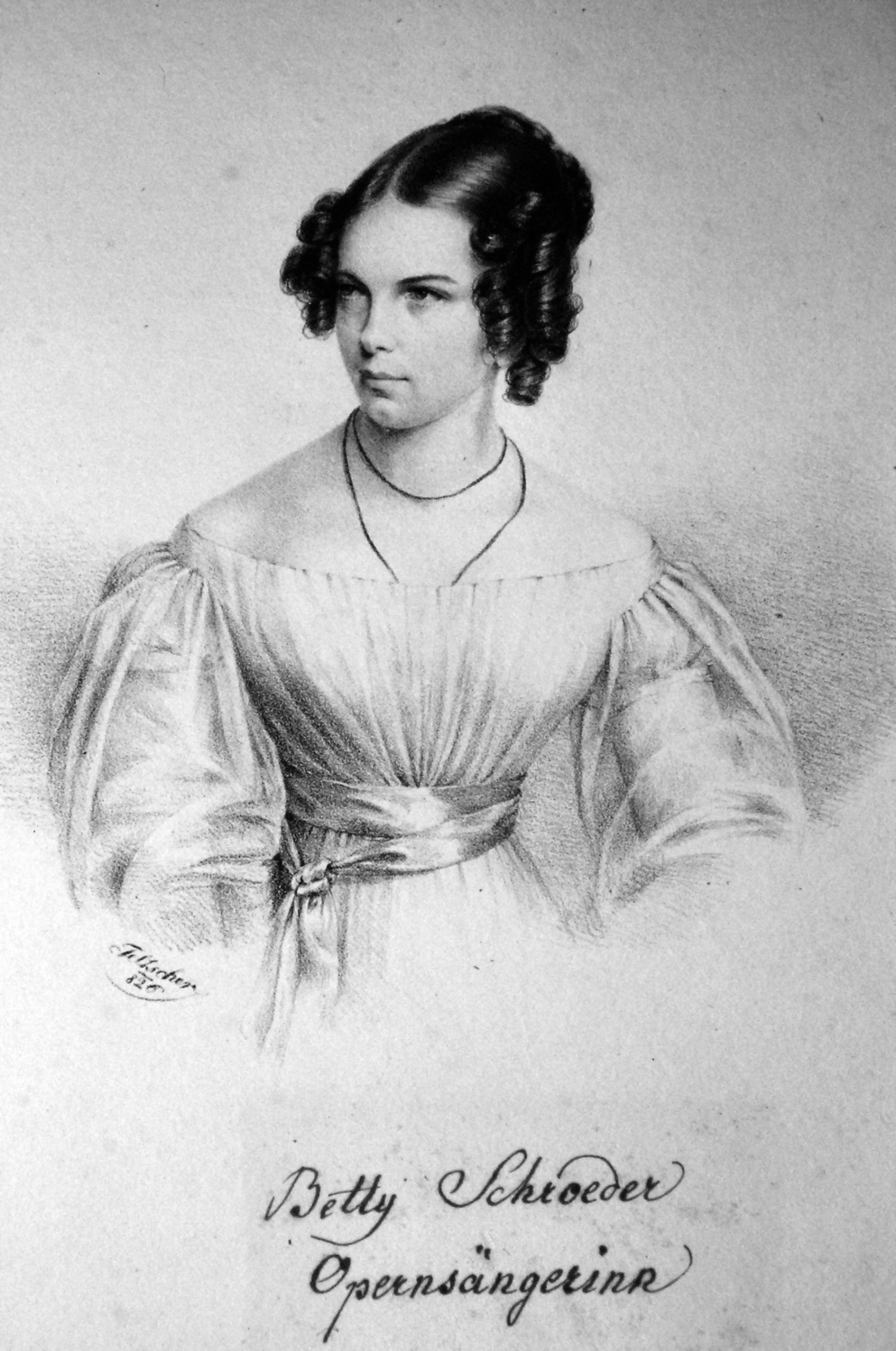
Betty Schröder († 1887)

- 1887ː Betty Schröder, deutsche Sopranistin und Theaterschauspielerin
- 1887: Philipp Wilhelm Wernher, deutscher Politiker, MdL Großherzogtum Hessen
- 1889: Jules Dupré, französischer Landschaftsmaler
- 1891: Timotheus Attar, osmanischer Bischof
- 1891: Charles Stewart Parnell, irischer Politiker
- 1891: Karl I., König von Württemberg
- 1892: Alfred Tennyson, 1. Baron Tennyson, britischer Dichter
- 1893: Ford Madox Brown, englischer Maler
- 1896: Sir James Abbott, britischer General
- 1897: Ernst Julius Meier, deutscher evangelischer Theologe
- 1899ː Felicia Skene, schottische Autorin, Philanthropin und Gefängnisreformerin

### 20. Jahrhundert

#### 1901–1950
- 1903: Wilson S. Bissell, US-amerikanischer Politiker
- 1903: Franz Misteli, Schweizer Altphilologe und Sprachwissenschaftler
- 1905: Ferdinand von Richthofen, deutscher Geograf und Forschungsreisender
- 1906: Franz Josef Bucher, Schweizer Hotelier, Eisenbahnpionier und Unternehmer
- 1912: Auguste Beernaert, belgischer Politiker und Regierungschef
- 1913: Viktor Kaifer, deutscher Beamter und Politiker

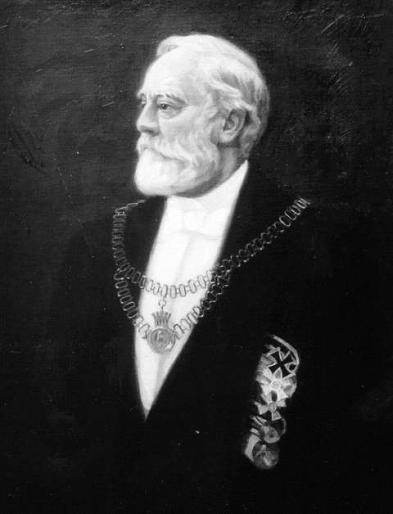
Viktor Kaifer († 1913)

- 1913: Hermann Riedel, deutscher Komponist und Dirigent
- 1915: Wolfgang Helbig, deutscher Archäologe
- 1916: Marie Wieck, deutsche Pianistin und Sängerin
- 1925: Israel Abrahams, britischer Judaist
- 1923: Damad Ferid Pascha, Großwesir des Osmanischen Reiches
- 1925: René Hanriot, französischer Automobilrennfahrer und Flugpionier
- 1932: Gustav von Arnim, preußischer Offizier
- 1933: Sakaria Paliaschwili, georgischer Komponist
- 1936: Charles Edward Adams, US-amerikanischer Politiker
- 1936: Gyula Gömbös, ungarischer General, Politiker und Ministerpräsident

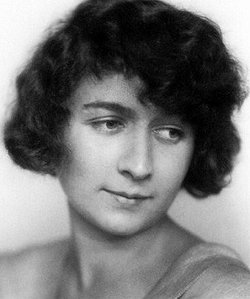
Ilse Weber († 1944)

- 1944ː Ilse Weber, deutschsprachige jüdische Schriftstellerin, Opfer der Shoah
- 1945: Leonardo Conti, deutsch-schweizerischer Arzt und Politiker (NSDAP), Reichsgesundheitsführer, MdR, MdL
- 1946: Otto Barsch, deutscher Geologe und Geophysiker
- 1946: Per Albin Hansson, schwedischer Politiker und Premierminister
- 1946: Morimoto Kaoru, japanischer Dramatiker
- 1947: Leevi Madetoja, finnischer Komponist
- 1949: Robert E. Hannegan, US-amerikanischer Politiker
- 1950: Albert Perrot, französischer Autorennfahrer
- 1950ː Gertrud Weyrather-Engau, deutsche, anthroposophische Kunstgewerblerin und Malerin

#### 1951–1975
- 1951: Otto Meyerhof, deutsch-US-amerikanischer Biochemiker
- 1952: Felix Ascher, deutscher Architekt

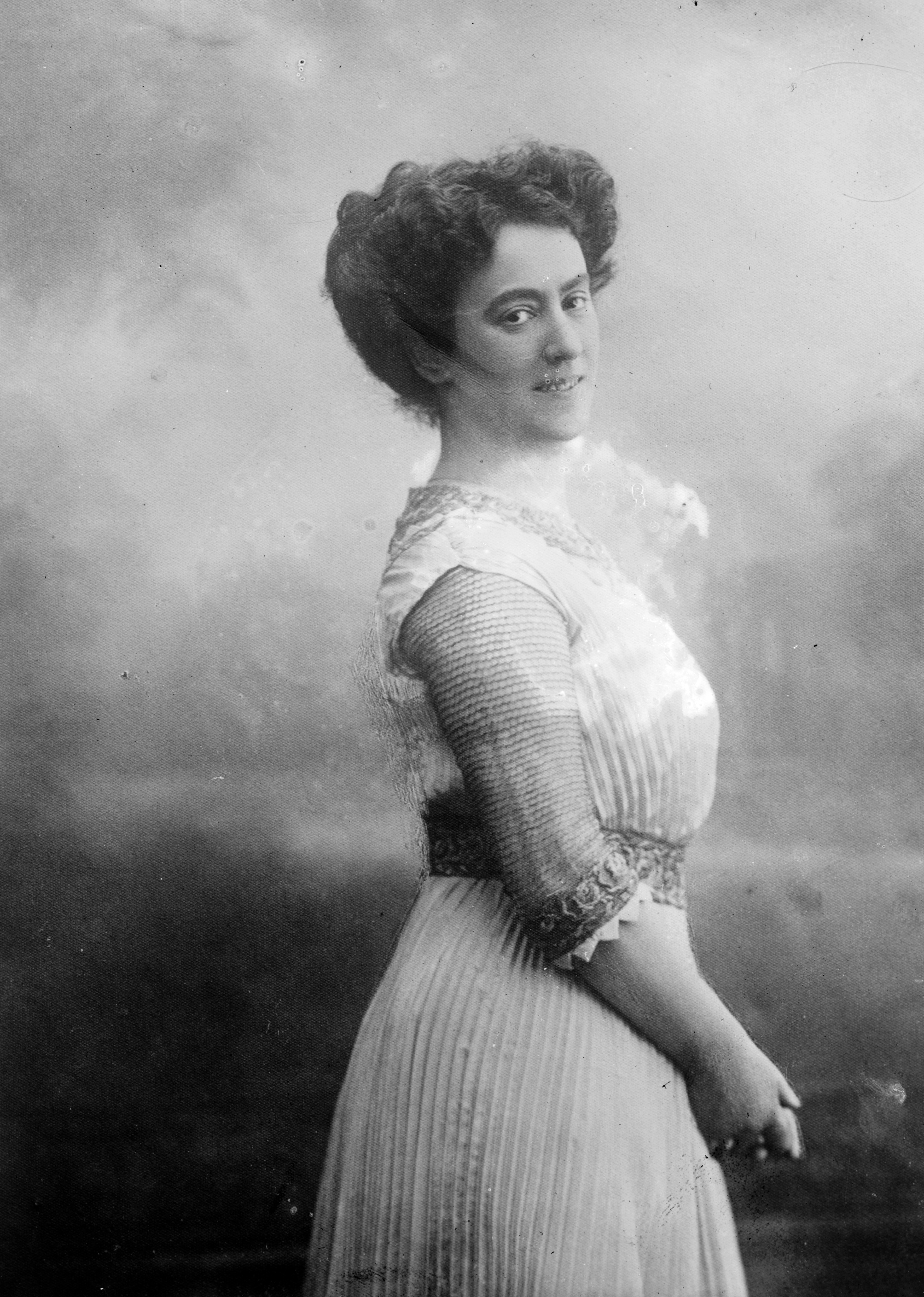
Rahel Hirsch († 1953)

- 1953: Rahel Hirsch, deutsche Medizinerin
- 1954: Hakon Børresen, dänischer Komponist
- 1954: Fred Hall, US-amerikanischer Musiker und Dirigent
- 1957: Hisao Jūran, japanischer Schriftsteller
- 1958: Ewald Aufermann, deutscher Ökonom
- 1959: Bernard Berenson, US-amerikanischer Kunsthistoriker, Kunstsammler und Schriftsteller
- 1960: Karel Absolon, tschechischer Archäologe und Speläologe
- 1962: Tod Browning, US-amerikanischer Filmregisseur

Anna Nemitz († 1926)

- 1962ː Anna Nemitz, deutsche Politikerin (SPD), MdR, MdA
- 1963: Henry M. Arens, US-amerikanischer Politiker
- 1964: Richard Scheibe, deutscher Bildhauer
- 1964: Pietro Serantoni, italienischer Fußballspieler und -trainer
- 1967: Richard Walenta, tschechoslowakisch-deutscher Bauarbeiter und Funktionshäftling
- 1968: Lucien Brouha, belgischer Ruderer und Sportphysiologe
- 1973: François Cevert, französischer Automobilrennfahrer
- 1973: Dennis Price, britischer Schauspieler
- 1973: Arnold Walter, tschechisch-kanadischer Musikpädagoge und -schriftsteller
- 1974: Guillermo Castillo Bustamante, venezolanischer Pianist und Komponist
- 1974: Helmut Koinigg, österreichischer Automobilrennfahrer

#### 1976–2000
- 1976: Herman Geiger-Torel, kanadischer Opernregisseur und Musikpädagoge
- 1976: Rudi Goguel, deutscher Widerstandskämpfer
- 1976: Hans Theilig, deutscher Handballspieler
- 1977: Anton Schütz, deutsch-amerikanischer Künstler, Autor und Verleger
- 1978: Johnny O’Keefe, australischer Sänger
- 1979: Elizabeth Bishop, US-amerikanische Schriftstellerin
- 1979: Tatjana Iwanow, deutsche Schauspielerin und Sängerin
- 1980: Felix Slavik, österreichischer Politiker (SPÖ), Abgeordneter zum Nationalrat, Mitglied des Bundesrates

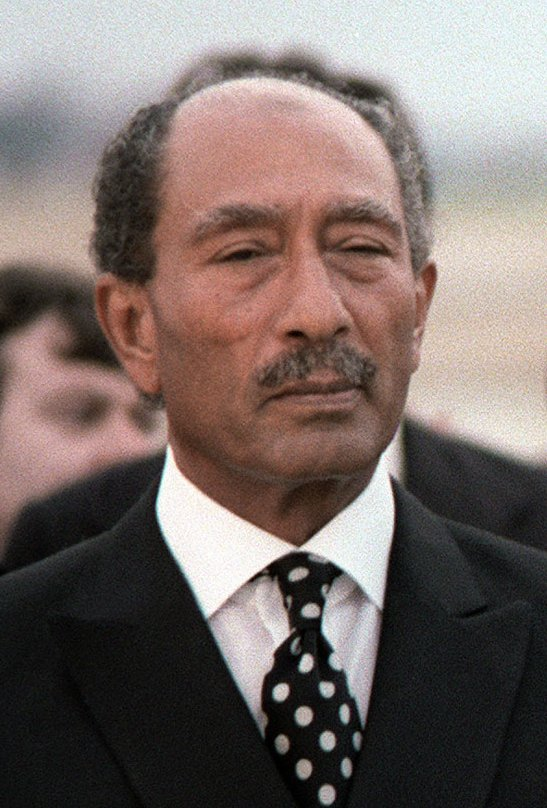
Anwar as-Sadat († 1981)

- 1981: Anwar as-Sadat, ägyptischer Staatspräsident und Friedensnobelpreisträger
- 1981: Werner Zech, deutscher General
- 1983: Terence Cooke, US-amerikanischer Geistlicher, Erzbischof von New York
- 1983: Hans Moeckel, Schweizer Komponist und Dirigent
- 1983: Hermann Zorn, deutscher Chemiker
- 1984: Bert Andréas, deutscher Historiker und Bibliograf
- 1984: Ghulam Mohammad Farhad, afghanischer Politiker
- 1984: George Gaylord Simpson, US-amerikanischer Zoologe und Paläontologe
- 1985: Josef Hug, Schweizer Korbflechter, Hausierer und Schriftsteller
- 1985: Nelson Riddle, US-amerikanischer Bandleader
- 1988: Paul Ledoux, belgischer Astronom und Astrophysiker

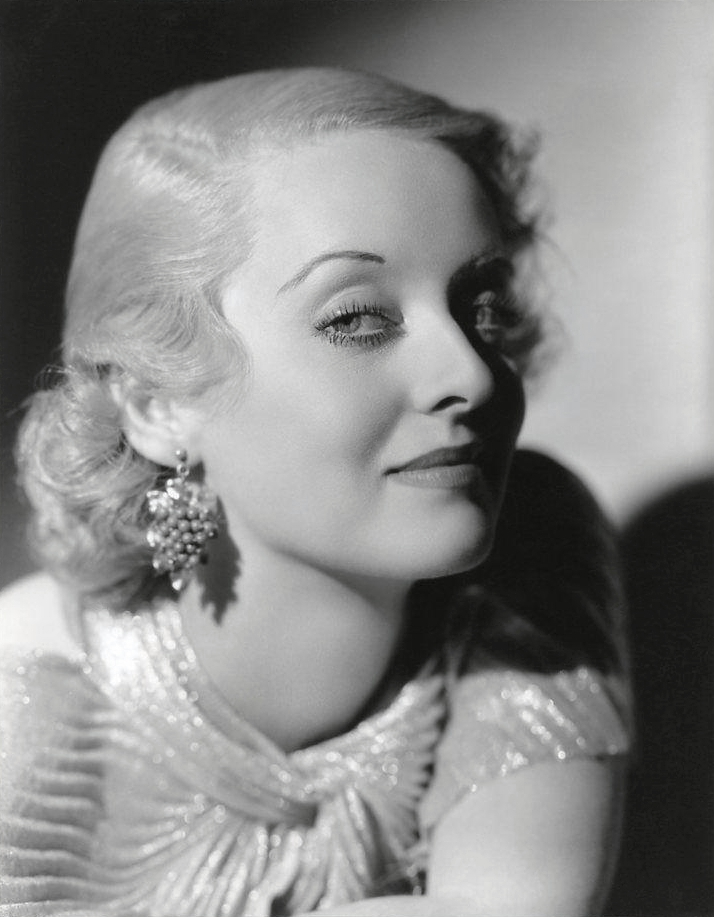
Bette Davis († 1989)

- 1989: Bette Davis, US-amerikanische Schauspielerin
- 1989: Howard Garns, US-amerikanischer Sudokuerfinder
- 1990: Juan José Arévalo, guatemaltekischer Präsident
- 1991: Ernst-Alfred Jauch, deutscher Journalist
- 1991: Just-Émile Vernet, französischer Autorennfahrer und Rennwagenkonstrukteur
- 1992: Elisabeth Treskow, deutsche Goldschmiedin
- 1994: John Appleton, britischer Autorennfahrer
- 1994: Horst Bretthauer, deutscher Handballspieler und Jurist
- 1996: Gunther Erdmann, deutscher Komponist
- 1996: Harry Glickman, russischer Geiger
- 1996: Wolfram von Soden, deutscher Altorientalist
- 1997: Orlando Agosti, argentinischer Politiker und Militär
- 1998: Alexander Gray, kanadischer Sänger und Musikpädagoge
- 1998: Jean-François Jenny-Clark, französischer Kontrabassist
- 1999ː Randi Kolstad, norwegische Schauspielerin
- 1999: Amália Rodrigues, portugiesische Fado-Sängerin
- 2000: Richard Farnsworth, US-amerikanischer Schauspieler

### 21. Jahrhundert
- 2001: Alfred Jensch, Astronom und Konstrukteur

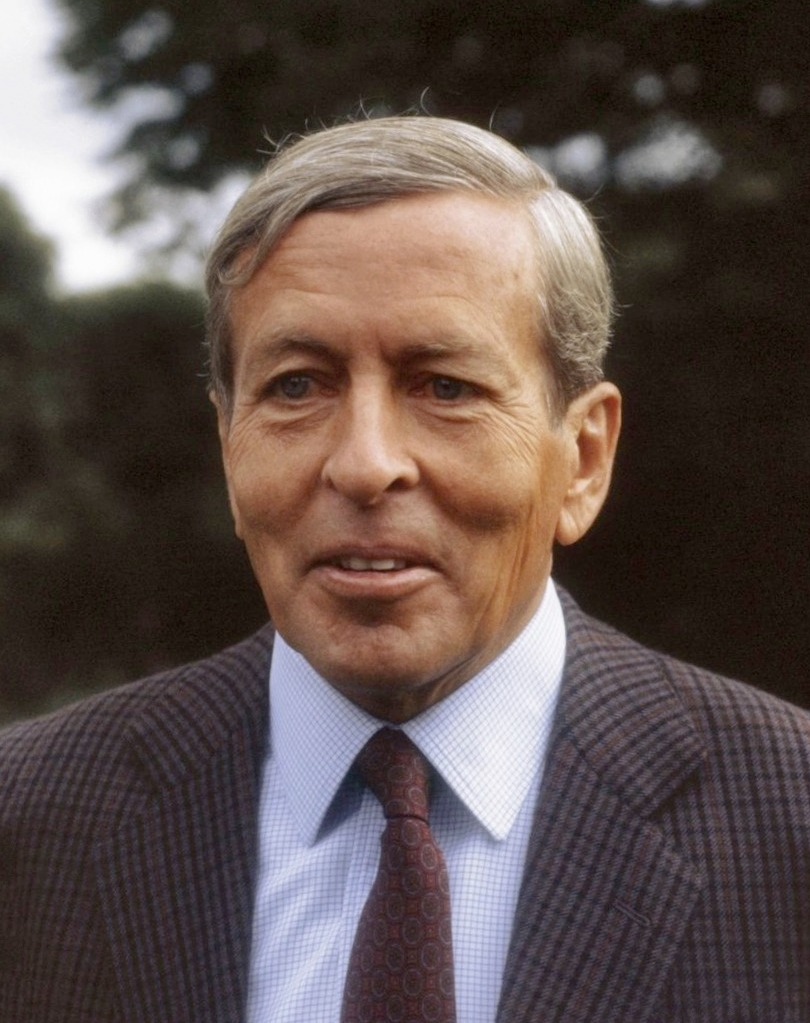
Claus von Amsberg († 2002)

- 2002: Claus von Amsberg, Ehemann der niederländischen Königin Beatrix
- 2002: Wolfgang Mischnick, deutscher Politiker
- 2002: Viola Mitchell, US-amerikanische Geigerin
- 2004: Brunhilde Baur, deutsche Verlegerin
- 2004: Yogi Bhajan, indischer Kundalini-Yoga Meister, religiöser und spiritueller Führer
- 2004: Günter Sosna, deutscher Fußballspieler und -trainer
- 2005: Warren Benson, US-amerikanischer Komponist, Perkussionist und Musikpädagoge
- 2005: Reinhard Tramontana, österreichischer Journalist und Kolumnist
- 2006: Heinz Sielmann, deutscher Kameramann, Produzent, Publizist, Verhaltensforscher, Tierfilmer und Ökologe
- 2007: Werner Senftleben, deutscher Schauspieler
- 2009: Harry Cox, belgischer Pianist und Komponist
- 2009: Raymond Federman, US-amerikanischer Schriftsteller

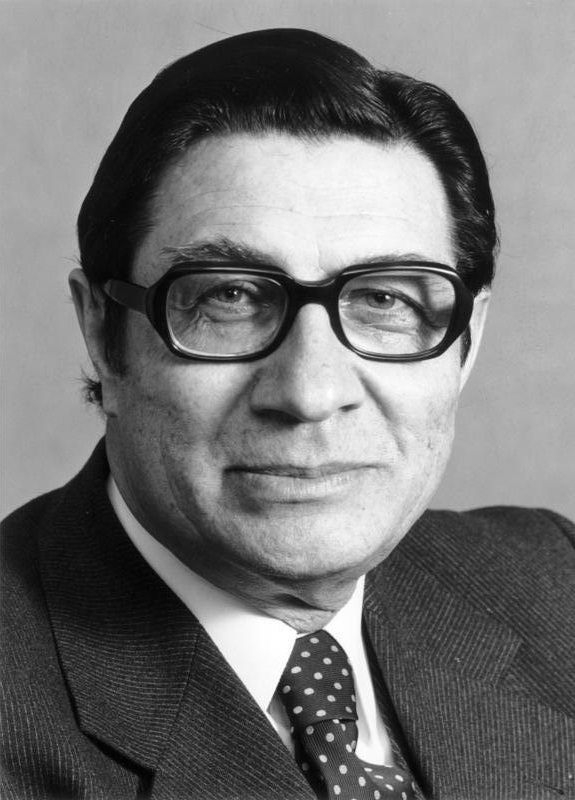
Werner Maihofer († 2009)

- 2009: Werner Maihofer, deutscher Rechtswissenschaftler und Politiker, MdB, Bundesminister
- 2011: Edward Acquah, ghanaischer Fußballspieler
- 2012: Chadli Bendjedid, algerischer Politiker, Staatspräsident
- 2012: Elisabeth Kuhn, deutsche Weinkönigin
- 2012: Albert von Sachsen, deutscher Historiker und Autor; stammt aus dem ehemals königlichen Haus Wettin
- 2013: Karl Nuß, deutscher Philosoph
- 2013: Paul Rogers, britischer Schauspieler
- 2014: Feridun Buğeker, türkischer Fußballspieler und Architekt
- 2014: Igor Mitoraj, polnischer Bildhauer
- 2015: Árpád Göncz, ungarischer Schriftsteller und Politiker, Staatspräsident
- 2015: Billy Joe Royal, US-amerikanischer Sänger
- 2015: Horst Säcker, deutscher Jurist
- 2016: Walter Greiner, deutscher Physiker
- 2016: Barbara Hagerman, kanadische Politikerin

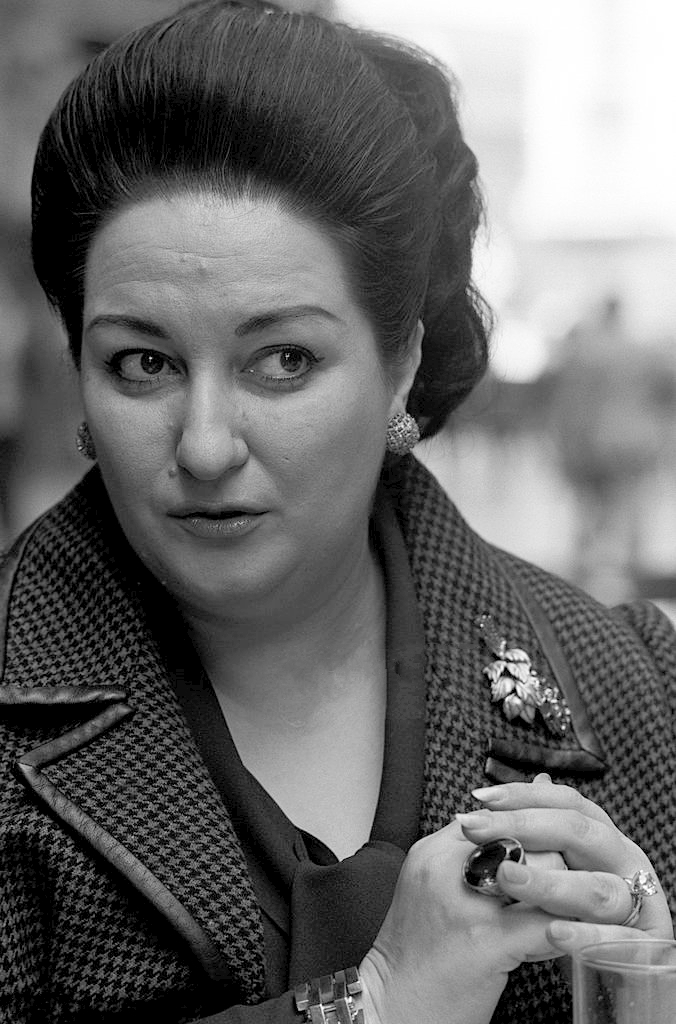
Montserrat Caballé († 2018)

- 2018: Montserrat Caballé, spanische Opernsängerin
- 2018: Wiktorija Marinowa, bulgarische Journalistin
- 2018: Scott Wilson, US-amerikanischer Schauspieler
- 2019: Ginger Baker, britischer Schlagzeuger
- 2019: Martin Lauer, deutscher Leichtathlet und Schlagersänger
- 2020: Herbert Feuerstein, deutscher Kabarettist
- 2020: Johnny Nash, US-amerikanischer Sänger
- 2020: Eddie Van Halen, niederländisch-US-amerikanischer Rockmusiker und -gitarrist
- 2021: Erinna König, deutsche Künstlerin
- 2021: Matti Puhakka, finnischer Politiker
- 2022: Carl Fredrik Bunæs, norwegischer Leichtathlet
- 2022: Phil Read, britischer Motorradrennfahrer
- 2023: Hans Eberhart-Rogenmoser, Schweizer Militärhistoriker
- 2023: Reimund Haas, deutscher Kirchenhistoriker
- 2024ː Laine Erik, estnische Mittelstreckenläuferin
- 2024ː Anita Albus, deutsche Schriftstellerin und Illustratorin

## Feier- und Gedenktage
- Kirchliche Gedenktage
  - William Tyndale, Priester, Bibelübersetzer und Märtyrer (evangelisch, anglikanisch)
  - Pierre Leclerc und Gefährten, Märtyrer (evangelisch)
  - Hl. Bruno von Köln, Ordensgründer und Theologe (katholisch)
- Namenstage
  - Adalbero
  - René

Weitere Einträge enthält die Liste von Gedenk- und Aktionstagen.